# حمص
حِمْص هي مدينة سوريّة، وهي ثالث أكبر مدن البلاد من حيث عدد السكان، بعد دمشق وحلب، تقع على الضفة الشرقية لنهر العاصي، متوسطة البلاد وواصلة المحافظات والمدن الجنوبية بالمحافظات والمدن الساحليّة والشماليّة والشرقية، على بعد حوالي 162 كم من شمال العاصمة دمشق وهي العقدة الأكبر للمواصلات في سوريا بحكم موقعها، وهو ما أكسبها موقعًا تجاريًا فريدًا، وأغناها بالعديد من المرافق الحيوية والصناعية والتجاريّة؛ فضلاً عن ذلك فإن المدينة هي المركز الإداري لمحافظة حمص.
تعتبر حمص وجوارها مركزاً سياحياً هاماً لغناها بالمواقع الأثريّة فضلاً عن المناخ المعتدل وتوفر خدمات الصناعة السياحية. المنطقة التي تشغلها المدينة حالياً كانت مأهولة بالسكن البشري منذ العصر الحجري، وأسسها السلوقيون في القرن الرابع قبل الميلاد، واستطاعت تحت حكم السلالة الحمصية الحفاظ على استقلالها المبني على تحالف مع الإمبراطورية الرومانية وقد شهدت ازدهاراً فنياً واقتصادياً وثقافياً طوال حكم السلالة الحمصيّة. عاشت المدينة مراحل متقلبّة، سياسياً واقتصادياً خلال تاريخها الطويل، فبينما أولاها الزنكيون والأيوبيون أهمية خاصة، أهمل أمرها المماليك، وتحولت من أكبر مدن سوريا إلى ثلث حجمها مع بداية العهد العثماني؛ وقد شهدت في ظل العثمانيين فترات متعاقبة من الركود والانتعاش حفزه كثرة منتوجاتها الزراعية والصناعيّة والقوافل التجارية المارة بها، وقد استمرّ التطور والنمو خلال القرن العشرين الذي شهد أيضاً تطوراً ملحوظاً بعدد السكان الذي بلغ وفقاً لتوقعات عام 2011 1,267,000 نسمة، وذلك بفضل تزايد أهميتها ونمو سوقها التجاري. وهي مدينة متنوعة دينياً، أكبر المجموعات من المسلمين السنّة ويوجد بعض العلويون وكذلك المسيحيون أغلبهم من الروم الأرثوذكس والسريان الأرثوذكس إلى جانب أقليات أخرى؛ أما من الناحية العرقية فالعرب هم الأغلبية الساحقة مع وجود أقليات أرمنية وتركمانية.
اختيرت قلعة الحصن، غرب المدينة، كواحدة من مواقع التراث العالمي، المحمي من قبل اليونيسكو.

## أصل التسمية
أقدم الأسماء المعروفة لحمص هي «إيميسا» (باليونانية: Ἔμεσα) وهو مركب من قسمين «إيم» «سيا» حيث يعتقد أن الشطر الأول كان يشير إلى إله الشمس الذي اشتهرت المدينة بعبادته وبالهيكل الكبير المشيّد على اسمه. ربمّا كان الاسم أيضًا مشتقاً من قبيلة إيمساني التي حكمت حمص لعدة قرون من القرن الأول قبل الميلاد وحتى القرن الثالث، وفي عهدها ازدهرت المدينة واشتهر اسمها، واستطاعت الحفاظ على الحكم الذاتي بدلاً من الاندماج كليًا في الإمبراطورية الرومانية؛ مع الإشارة إلى أن الاسم نفسه قد استعمل من قبل الرومان في وصف المدينة.
مصادر أخرى تذكر أن أصل اسم «إيميسا» هو اسم آرامي مركب من مقطعين «حامات-صوبا»، «حامات» تعني «الحصن» وتدل على قلعة حمص، بينما «صوبا» فتعني «محلة»، وبهذا يدل الاسم إلى «القلعة والمنطقة المحيطة بها».
استقر أغلب الباحثين لاعتبار أن «إيمسسيا» قد اختصرت إلى «إيمس» أو «حمص» من قبل العرب بعد الفتح الإسلامي لبلاد الشام، وأشار بعض المؤرخين أنه ربما اشتهرت باسم حمص بين العرب حتى قبل الفتح؛ أما الصليبيون فمع مجيئهم إلى بلاد الشام أسموها «لا شاميلي»، رغم أنهم لم يبسطوا سيطرتهم عليها مطلقًا.

## التاريخ
تعد حمص مدينة قديمة التاريخ، إذ نشأت ومرت عليها حضارات منذ الألفية الثالثة قبل الميلاد، ويعود السبب في ذلك لموقعها المتوسط لبلاد الشام وخصوبة أراضيها ومناخها المعتدل، إضافة إلى موقعها العسكري والتجاري الهام إذ تشكل صلة الوصل بين مختلف مدن المنطقة. ولعل أقدم موقع سكني في مدينة حمص هو تل حمص أو قلعة أسامة، ويبتعد هذا التل عن نهر العاصي حوالي 2.5 كم، ولقد أثبتت اللقى الفخارية أن هذا الموقع كان مسكوناً منذ النصف الثاني للألف الثالث قبل الميلاد، وقد ورد اسم حمص محرفاً في وثائق ايبلا المملكة السورية القديمة. وتدل أخبار موثقة التي تمت في تل النبي مندو قرب حمص أن للمدينة حضور فاعل في العصرين البرونزي والحديدي، كذلك فقد تم العثور على فخاريات تعود للعصر الحجري.

### السلالة الحمصية والعهد الروماني

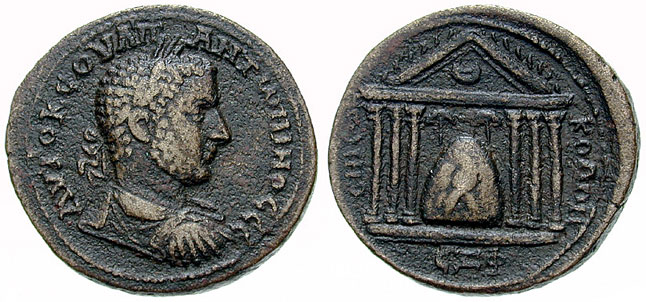
قطع نقدية تعود للسلالة الحمصية، ويظهر معبد الشمس والحجر المخروطي الشكل الذي كانت المدينة تعبده.

أقدم معلومات عن الحضارة في حمص تعود لعام 2300 قبل الميلاد، ولقد حدد المؤرخون مدينة «صوبة» المذكورة في العهد القديم على أنها تسمية عبرية لمدينة حمص. في عام 1274 قبل الميلاد حاولت القوّات المصرية خلال فترة حكم الفرعون رمسيس الثاني إدخال بلاد الشام تحت سيطرته فوقعت معركة قادش على الضفة الغربية لنهر العاصي بالقرب من المدينة، وقد وصفت المعركة بكونها أكبر معركة ذات عربات في التاريخ، إذ شاركت بها بين 5000 إلى 6000 عربة، ولم تستطع جيوش الفرعون السيطرة على حمص وما بعدها، واكتفت بالجزء الجنوبي من بلاد الشام.
في القرن الرابع قبل الميلاد دخلت جيوش الإسكندر المقدوني سوريا وبعد وفاته تأسست الإمبراطورية السلوقية، التي أدخلت الحضارة والثقافة اليونانية إلى المنطقة، وأسس سلوقس نيكاتور ستة عشر مدينة في بلاد الشام منها أنطاكية واللاذقية وأفاميا وسلوقية وحمص أيضًا. المؤرخ والفيلسوف اليوناني سترابو يذكر في مؤلفاته عن وجود سلالة هي آل شمسيغرام تقطن حول نهر العاصي جنوب أفاميا ولها مملكة مستقلة ومستقرة، وقد تكون تلك أول إشارة إلى حمص باسمها الحديث. يقول سترابو أنه بعد زوال الإمبراطورية السلوقية ومآل البلاد لحكم الإمبراطورية الرومانية على يد القائد بومبي وخلال حكم يوليوس قيصر، دخلت أسرة «إيمساني» في تحالف مع الجيش الروماني في عدة مواقع، من أجل الحفاظ على استقلال البلاد التابعة لسلطتها، ويقول سترابو أيضًا أن حدود مملكة حمص كانت من الرستن شمالاً إلى وادي البقاع غربًا وتدمر شرقًا ويبرود جنوبًا، وأنها كانت مملكة غنية بالمال وقوية بالرجال، وأنها أولى الممالك التي تحالفت مع الإمبراطورية الرومانية في الشرق.

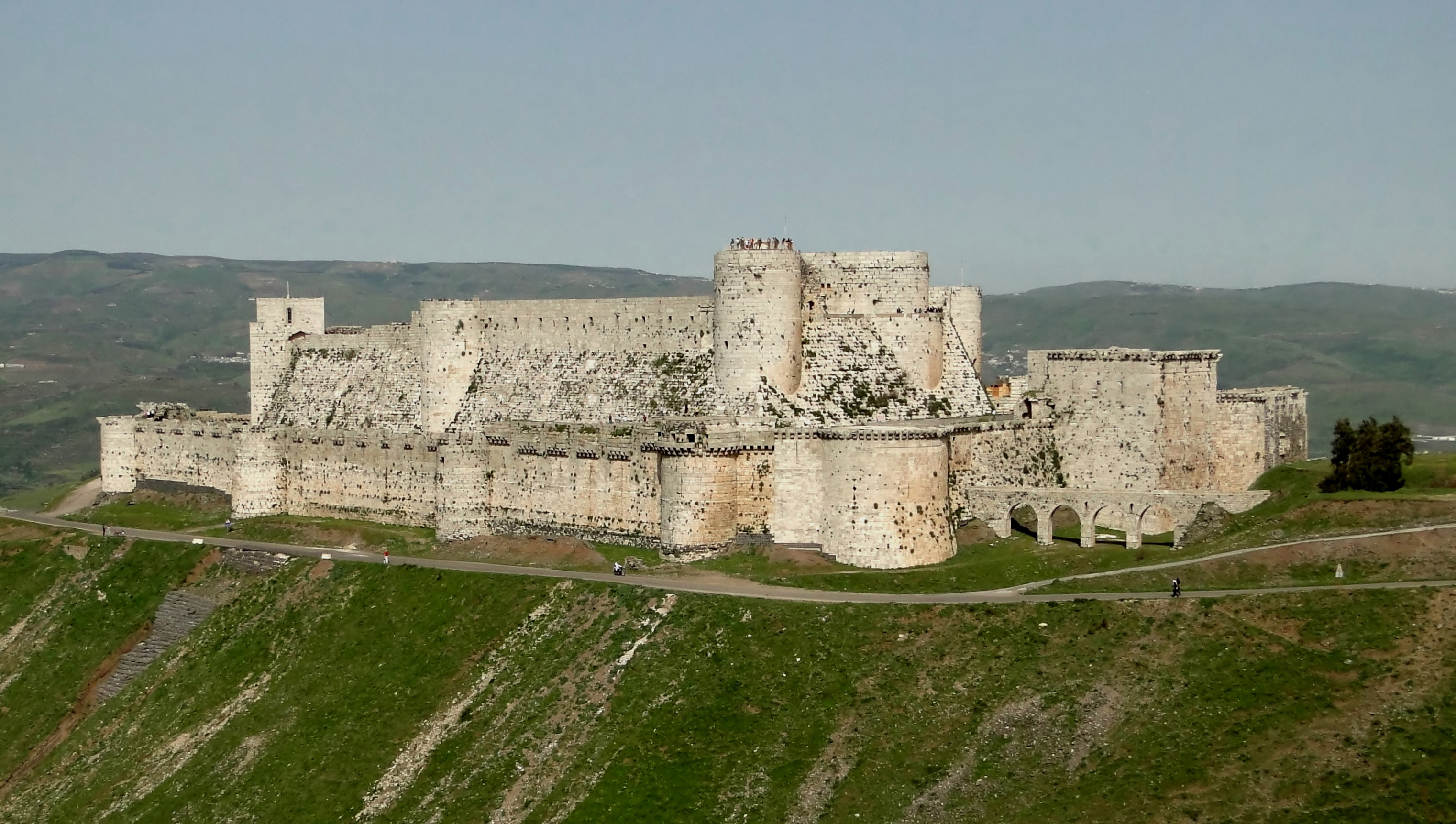
قلعة الحصن بالقرب من حمص، وهي موقع تراث عالمي.

بعد الملك سامبسيكروموس وهو أول ملوك السلالة أصبح إمبليكوس ملكًا، وهو من اتخذ حمص عاصمة له وقام بالعناية بها وتجميلها، إلى جانب تحسن معيشة أهلها بنتيجة الثروة المتدفقة من العائلة؛ وأثبتت المملكة قدرتها العسكرية من خلال مساعدتها الرومان في حصار الإسكندرية عام 48 قبل الميلاد، ثم لعبت دورًا بارزًا في الحرب الأهلية الرومانية بين مارك أنتوني وأوكتافيوس، حيث وقفت المملكة إلى جانب أوكتافيوس، وبتحريض من مارك أنتوني قام أليكسو شيقق أمبليكوس بالانقلاب على الملك وإعدامه ثم تتويج نفسه ملكًا عام 31 قبل الميلاد، ذلك لم يمنع أوكتافيوس الذي ناصرته المملكة من الفوز في الحرب الأهلية، وبنتيجة انتصاره خلع أليكسو وآل عرش المملكة إلى أمبليكوس الثاني، نجل أمبيلكوس الأول، كما أعدم أليكسو بتهمة الخيانة العظمى.عادت المملكة قوية ومزدهرة بعد الحرب الأهلية الرومانية ونعمت بالسلام من 20 وحتى 14 قبل الميلاد والتي أطلق عليها المؤرخون اسم «العصر الذهبي» للمملكة حمص القديمة. واستمر الحال على ما هو عليه خلال القرن الأول، ويلاحظ أن الصناعات الحربية كانت متطورة في المملكة، إذ كانت ترفد الجيش الروماني بالرماة؛ كما أنها حافظت على تفوقها العسكري وتحالفها مع الرومان وساعدتهم في حصار القدس الذي تمّ عام 70، لإعادة السيطرة على المدينة. في عام 73 توفي رابع الملوك سوهايمس وخلفه ابنه أليكسو الثاني، وعلى الرغم من استمرار التحالف مع الدولة الرومانية، غير أنه لأسباب غير معروفة فقد خفض الروماني درجة الحكم الذاتي للملكة، وربما يعود السبب في ذلك لعدم دقة تحديد نسب الملوك. رغم ذلك فقد استمرت السلالة بالحكم حتى عام 254 على الأقل، ومن المؤسف أنه لا معلومات دقيقة عن السلالة الحمصية بعد حكم أليكسو الثاني. يذكر أن السلالة الحمصية كسائر الممالك القديمة قد جمع ملوكها وأفرادها بين الإدارة والكهنوت، وإقامة الطقوس الدينية في المملكة.

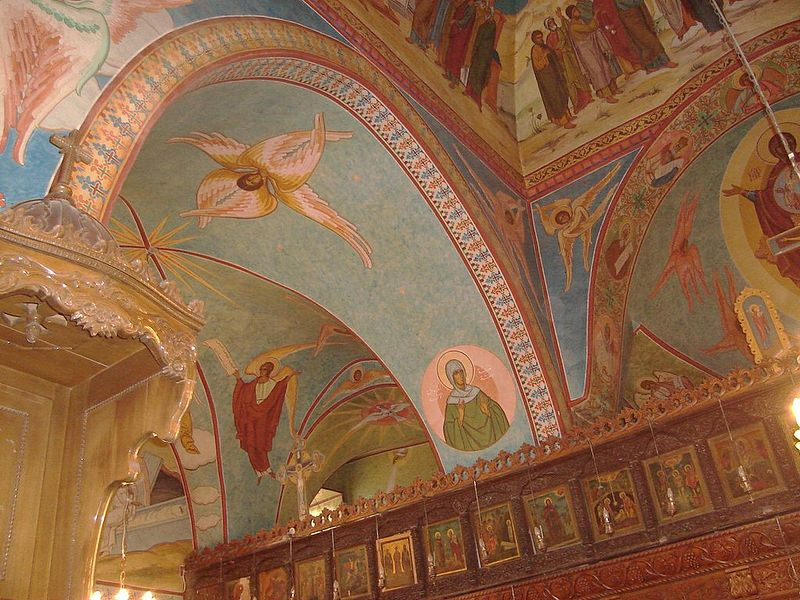
جداريات في كنيسة مار إليان، التي ترقى للقرن السادس.

احتفظت حمص بطابع معماري مترف عن تلك المرحلة، ولا تزال الآثار المعمارية الرومانية والإغريقية ماثلة بما فيها المخطط الأصلي للمدينة. في عهد الإمبراطور أنطونيوس بيوس (138 - 161) تحولت من مدينة عادية إلى مدينة كبرى والمعروفة باليونانية متروبوليت، كما أنها سكت لنفسها نقودًا خاصة؛ ومع القرن الثالث كانت الزراعة والتجارة مزدهرة في المدينة على مستوى الشرق، خلال تلك الفترة أيضًا ظهرت السلالة السيفيرية التي حكمت الإمبراطورية الرومانية برمتها، وانحدر جلّ أفرادها من حمص، عدا مؤسسها الإمبراطور سيبتيموس سيفيروس الذي تزوج من الحمصية جوليا دومنا ابنة الكاهن الأعظم لإله الشمس في حمص، وقد أنجبت جوليا دومنا ابنين هما كركلا وغيتا. وقد انتهى عهد هذه الأسرة مع آخر أباطرتها الكسندر سيفيروس (208 - 235). ومجمل «الأباطرة الحمصيين لروما» خمسة.
كما انتشرت العبادة التي كانت سائدة في حمص إلى روما، وهي متمثلة بعبادة قرص الشمس، ونقل ممثل هذا الإله من حمص إلى روما، وهو عبارة عن حجر أسود مخروطي الشكل. وعندما سقطت مملكة تدمر المجاورة، احتفظت حمص بتقدمها وازدهارها، وزارها الإمبراطور أورليان الذي صرّح أنّ إله حمص هو من ساعده في انتصاره، ومما لا شكّ فيه أن موقع حمص المتوسط للطرق التجارية، وعلاقتها الجيدة مع صور وصيدا ودمشق وبيروت، فضلاً عن احتفاظها بالحكم الذاتي، هو من ساهم في الإبقاء على ازدهارها.
دخول المسيحية إلى حمص كان بطيئًا، إذ كان أهل حمص مؤمنين بشدة بالآلهة، ولذلك فقد كتب أوسابيوس عن أول أسقف على حمص وهو سلوانس، أنه ليس لديه أي مهمة داخل المدينة وأن مسيحيي حمص إنما هم في القرى المحيطة بها. يضاف إلى ذلك الاضطهادات الرومانية المتكررة، حتى أنّ المسيحيين كانوا يصلّون في كنائس تحت الأرض خشية من الرومان. بحلول القرن الخامس والذي يعرف أيضًا «بقرن الكنائس» في سوريا، كانت المسيحية قد غدت دين غالبية السكان، بل وتحولت إلى مركز مطرانية، وتوجد اليوم كم وافر من المخطوطات والمنحوتات التي ترقى لتلك الفترة، وتثبت ذلك.
ويعرف من حمص أيضا الفيلسوف الحمصي لونجينوس مستشار الملكة زنوبيا والطبيب والقديس مار إليان الحمصي.

### حمص من الفتح وحتى العصر العباسي الأول

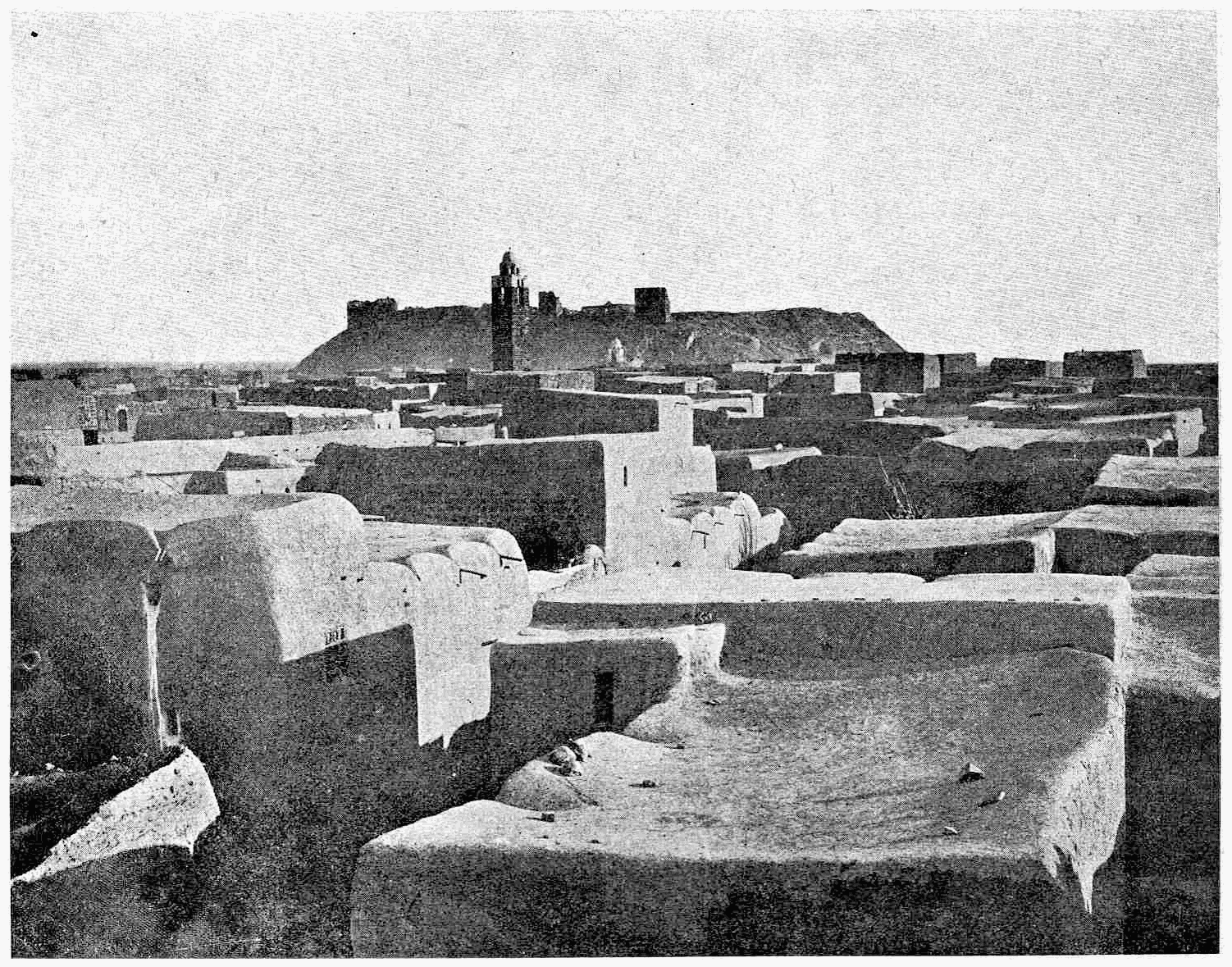

على غرار سائر أنحاء سوريا فإن العلاقة بين العرب وسكان البلاد من السريان هي قديمة، فحول حمص كانت قد استقرت ومنذ عدة قرون قبيلة كلب، وضمنتها كمركز من المراكز المحسوبة على اليمنية في الصراع التقليدي مع القيسية. في عام 637 هزم جيش عمر بن الخطاب الإمبراطور هرقل في معركة اليرموك، واضطر هرقل للانسحاب من المدينة التي اتخذها مركزًا له خلال قيادته العمليات العسكرية في بلاد الشام. واتفق الجيش الراشدي بقيادة خالد بن الوليد على دخول المدينة سلمًا ومنح الأمان لسكانها مقابل 71,000 دينار وهو ما اعتبر فدية كبيرة على خلاف ما حصل مع أغلب المدن الشاميّة. وفي التنظيمات الإدارية اللاحقة أنشأ الخليفة عمر بن الخطاب «جند حمص» الذي اعتبر إقليمًا داخل ولاية الشام، وقد امتدت حدود جند حمص من تدمر شرقًا حتى طرطوس وجبلة واللاذقية غربًا وما بين هذه الأراضي بما في ذلك مدن هامة كحماه.
بعد الفتح حولت نصف كنيسة المدينة الرئيسة وهي كنيسة القديس يوحنا المعمدان إلى مسجد، وقد استقر في حمص حوالي 500 صحابي، ويقع قبور عدد من منهم داخل المدينة لعل أبرزهم خالد بن الوليد وابنه عبد الرحمن بن خالد بن الوليد، وعبيد الله بن عمر بن الخطاب، داخل المدينة. خلال الحرب الأهلية الأولى في الإسلام بين علي بن أبي طالب ومعاوية بن أبي سفيان، كان أغلب سكان حمص مع علي بن أبي طالب، لكن معاوية استطاع السيطرة على حمص وبسط نفوذه فيها، وسلخ القسم الشمالي من جند حمص، وجعله جندًا منفصلًا أسماه «جند قنسرين» وربما كان ذلك نوعًا من العقاب لسكان المدينة، وهو ما استمر عليه الحال خلال العهد الأموي فانزوت أخبار المدينة وقلّ شأنها، وفي عام 745 ثارت حمص وقبائلها على الخليفة مروان بن محمد الذي اعتقل قادة الثورة وأمر بصلبهم على جدران المدينة؛ وبعدها بعام في 746 ثار سكان حمص مرة ثانية ضد مروان بن محمد، الذي حاصرها لمدة أربع أشهر وتوصل لصلح مع أهلها بعد الحصار. وبعدها بأربع سنوات في عام 750 دخلت البلاد تحت راية الخلافة العباسية بما فيها مدينة حمص. غير أن الثورات ضد الحكم العباسي، والاقتتالات القبلية بين القيسية واليمانية كان أبرز سمات القرن التاسع.
يعود لمرحلة الحكم العباسي تأسيس المسجد الكبير الذي سمي لاحقًا المسجد النوري، خلال عهد الخليفة هارون الرشيد (796 - 809). في هذه المرحلة أيضًا سيّرت الخلافة العباسية عدة حملات عسكرية ضد المدينة، حيث لم يكن الحكم العباسي موضع ترحيب فيها. في أكتوبر 855 فرض المتوكل على الله ضرائب إضافية على المسيحيين فثار مسيحيو حمص على الخليفة، الذي حرق وهدم خمسين كنيسة كانت فيها، وأمر بعدم السماح لهم بسكنى المدينة، وعمومًا فإن المتوكل على الله اضطهدالأقليات الدينية في مختلف أنحاء بلاده، ويعتبر أول خليفة يضطهد أهل الذمة، سوى ذلك فإن تفكك الدولة العباسية وانحلالها افتتح مع عهده، ولم يكن منتصف القرن التاسع قد أطل، حتى تجزأت الدولة العباسية إلى مجموعة من الدويلات المستقلة تحت السيادة الاسمية للخليفة، ومع تصارع الأسر الحاكمة على تثبيت ممالك لها، كان لحمص نصيب بارز، بسبب موقع المدينة الاستراتيجي.
في البداية، سيطر الطولونيون القادمون من مصر على المدينة، لكن الحمدانيين الذين كانت عاصمتهم حلب نجحوا بالسيطرة على المدينة، ثم سيطر عليها القرامطة وغزاها بعد فترة وجيزة القائد التركي أفتكين وحولها إلى عاصمة له. في عام 891 كتب الجغرافي العربي اليعقوبي، أن حمص واحدة من أكبر مدن سوريا، ولها أراضي خصبة محيطة بها. وفي عام 944 استطاع الحمدانيون استعادة المدينة والسيطرة عليها نهائيًا حتى زوال دولتهم عام 1016، الجغرافي العربي الثاني الذي زار حمص خلال تلك التفرة هو المسعودي مع بداية القرن العاشر، وقد كتب أنه أحب المدينة جدًا «لجمالها ولجمال سكانها». في عام 985 كتب الرحالة المقدسي الذي زار حمص أنها أكبر مدينة في سوريا، لكنها كما جاء في روايته تعاني من «سوء الحظ» و«التهديد بالخراب». يعود ذلك بسبب رئيسي لتهالك الدولة العباسية وعجزها عن الدفاع عن حدودها، إذ استطاع البيزنطيون في القرن العاشر استعادة أنطاكية والتوغل جنوبًا حتى أغاروا على حمص ودخلوها مرتكبين مذبحة بحق سكانها. مع بداية القرن الحادي عشر تراجعت الغارات البيزنطية مع تأسيس الدولة المرداسية المنتسبة إلى قبيلة كلب. وقبل نهاية القرن الحادي عشر تحديدًا عام 1090، كان السلاجقة قد سيطروا على حمص ضمن رغبتهم توسيع نطاق سيطرتهم لتشمل بلاد الشام من ناحية ولصدّ الخلافة الفاطمية عن التوسع نحو بلاد الشام.

### حمص في ظل السلاجقة والأيوبيين والمماليك

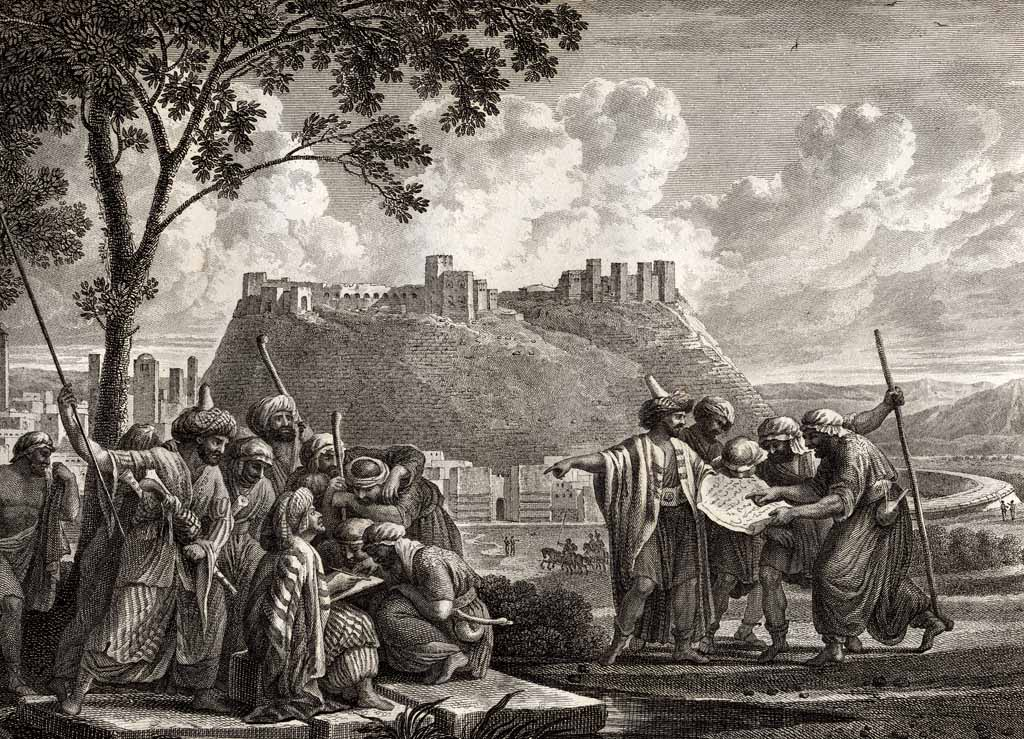
رسم لحمص للويس فرانسوا كاساس يعود للقرن الثامن عشر ميلادي، يظهر الفنان في المقدمة وهو يقوم برسم قلعة حمص وهو محاط بحراسه وبعض السكان المحليين الفضوليين.

دخلت حمص ضمن الدولة السلجوقية عام 1090 وفي عام 1098 وصلت الحملة الصليبية الأولى واحتلت أنطاكية إلى الشمال الشرقي، وحاصرت حمص نفسها غير أنها فشلت في دخولها، وربما كان السبب في ذلك مناعة حصن المدينة وقوة قلعتها، إلا أن الصليبيين سيطروا على المناطق المجاورة وأسسوا بها قلاعًا خاصة بهم مثل قلعة الحصن. خلال تلك المرحلة انقسم السلاجقة على أنفسهم لعدة إمارات صغيرة متنازعة وكانت المدينة ضمن حدود سلاجقة الشام الذين اتخذوا من دمشق عاصمة لهم. كانت حمص مركزًا عسكريًا هامًا إذ تواجدت بها كتائب عديدة من جيوش السلاجقة وتحولت إلى نقطة انطلاق في الغارات والحملات التي تشنّ على أملاك الصليبيين سيّما كونتية طرابلس المجاورة. خلال القرن الثاني عشر استمر السلاجقة في اقتتالاتهم الداخلية، وتناوب عدد من الأمراء الأتراك على حكم حمص، واستمر الوضع على ما هو عليه حتى سيطرة نور الدين زنكي على المدينة عام 1149.
في عام 1154 زار الإدريسي وهو رحالة وجغرافي شهير في زمانه المدينة، وكتب أن لحمص عدد كبير من السكان، وأن شوارعها مرصوفة وأسواقها غنيّة ودائماً مفتوحة، وأن فيها واحدًا من أكبر المساجد في سوريا؛ هذه الحياة المزدهرة أصيبت بنكستين الأولى عام 1157 حين ضرب زلزال قوي المدينة ألحق أضرارًا فادحة بعمارتها بما فيها قلعتها الحصينة، وزلزال ثاني عام 1170 قضى على ما تركه الزلال الأول سليمًا. غير أنه ونظرًا لأهمية المدينة الاستراتيجية فضلاً عن قربها من معاقل الصليبيين في طرابلس تم إعادة بناء المدينة وسورها وقلعتها سريعًا. في عام 1170 أيضًا سلم نور الدين زنكي حمص لأسد الدين شيركوه ليحكمها كنائب له، وبعد وفاة نور الدين قدم صلاح الدين الأيوبي وسيطر على بلاد الشام مؤسسًا الدولة الأيوبية، عام 1175، واحتفظت سلالته بحكم المدينة لقرن تقريبًا حتى 1262. في عام 1225 قدم لنا ياقوت الحموي وصف لمدينة حمص، بكونها مدينة كبيرة ذات قلعة محصنة بشدّة، وسور قوي.
أواخر الفترة الأيوبية، دخل المغول خط الصراع، فبعد اجتياحهم بغداد عام 1258 دخلوا حمص ودمشق، وقبالة حمص في 10 ديسمبر 1260 وقعت معركة حاسمة بين المماليك والمغول عرفت باسم معركة حمص الأولى كان النصر فيها حاسمًا للمماليك، ثم وقعت «معركة حمص الثانية» بين الطرفين في 29 أكتوبر 1281 وأخيرًا معركة وادي الخزندار أو «معركة حمص الثالثة» عام 1299 والتي أجلت المغول نهائيًا عن المنطقة. غير أن إهمال المماليك العناية بالمدينة، وتضرر اقتصادها مع تكرار الحروب، حولها مع بداية القرن الرابع عشر لمدينة صغيرة غالبًا ما تدرج على أنها من ريف دمشق، وعندما زار ابن بطوطة المدينة عام 1355 كتب أن لها أشجار جميلة وطبيعة خلابة وأسواق جيدة، مشيرًا إلى أن جميع سكانها كانوا من العرب. في عام 1400 سيطر تيمورلنك على المدينة ونهبها، وطوال القرن الخامس عشر ومع ضعف المماليك كانت المدينة منعدمة الأمن ومعرضة لغارات البدو بشكل مستمر، كما حصل عام 1510 حين أرسل حاكم دمشق حملة خاصة باسمه لنهب أسواق مدينة حمص بقيادة ابن الفضل، ودفع ثمن «الخدمات» التي قدمها له.

### حمص في عهد العثمانيين

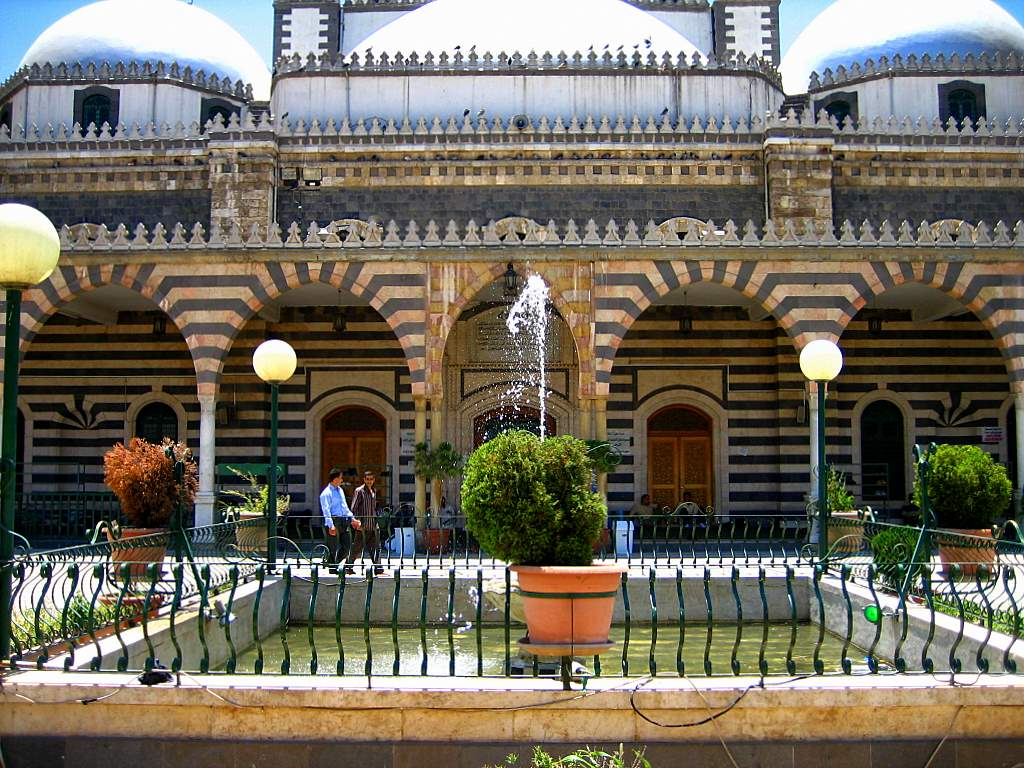
ساحة فناء جامع خالد بن الوليد، وقد بني بشكله الحالي أواخر أيام عبد الحميد الثاني عام 1908، يظهر نمط العمارة العثمانية بشكل واضح في بناء المسجد.

دخلت حمص كسائر المدن السورية حدود الدولة العثمانية سلمًا ودون أي مقاومة. خلال بداية العهد العثماني وكسائر سوريا العثمانية انكسف الدور السياسي لحمص لكنها استمرت في الازدهار الاقتصادي خصوصًا المنتوجات الزراعية والرعوية التي كانت حمص سوق تصريفها من المناطق المجاورة. كذلك فقد عرفت حمص خلال تلك الفترة بشكل خاص بنسج الحرير والصوف، التي كانت عادت تزيّن بخيوط مزركشة من الذهب واستعلمت أغلب الأحيان في صناعة الألبسة النسائية، وقد تم تصدير هذه المنتجات إلى مناطق بعيدة مثل إسطنبول عاصمة الدولة العثمانية. وإلى جانب صناعات النسيج، ازدهر في حمص معاصر زيت الزيتون ومطاحن للقمح ومصافي للمياه والسمسم، في حين تم العثور على العنب والأرز في الأراضي الزراعية المحيطة بها في القرن السادس عشر. كذلك فقد كانت حمص، مركزًا مزدهرًا لتجارة الحيوانات، حيث كانت قطعان من الأغنام والماعز والإبل القادمة من حلب تلتقي في حمص قبل التوجه نحو دمشق.
التقسيم الإداري لحمص خلال تلك الفترة كان «سنجق» تابع لولاية حلب حتى عام 1579 حين تم إتباعها إلى ولاية طرابلس وظل الوضع على حاله حتى عام 1888 حين أنشأت ولاية بيروت وورثت أراضي ولاية طرابلس السابقة، في العام 1758 زار الرحالة الفرنسي فولني حمص، وقال أن المدينة والقلعة كانا في حالة جيدة وكذلك الأسواق التي استطاعت «الاحتفاظ بجمالها»، لكن حالة حمص أخذت تتجه نحو البؤس، لم يقم العثمانيون بأي حهد لتنشيط المدينة أو ضمان الأمن لصد غارات البدو، إلى جانب الاضطرابات القبلية خلال القرن الثامن عشر والتي أدت إلى إقفال أسواقها في مناسبات عديدة. وحتى سور حمص الذي كان مفتاح أمان المدينة، هدمه العثمانيون في القرن الثامن عشر إلى جانب أبواب المدينة. شهدت المدينة إلى جانب ريفها مزيدًا من الويلات الناجمة عن هجمات البدو في النصف الأول للقرن التاسع عشر، وثم استقرت الأحوال الأمنية بعد دخول جيوش محمد علي باشا بقيادة ابنه إبراهيم باشا وفتحها لبلاد الشام بين عامي 1832 و1840؛ رغم ذلك فإن ثقل الضرائب المصرية ونظام الجندية الإجبارية دفعت سكان المدينة للثورة ضد الحكم المصري، وخلال قمع الثورة دمر المصريون القلعة. استعاد العثمانيون حكم حمص عام 1840 واستطاع العثمانيون توفير الأمن للسكان، فانتعش الاقتصاد المحلي، وتوسعت المدينة وأنشأت عدد من القرى حولها بهدف توطين البدو، لكن فتح أسواق بلاد الشام أمام السلع الأوروبية بموجب الامتيازات المقدمة لهم من قبل الدولة العثمانية، جعل الصناعة المحلية تنافس البضائع الفرنسية والبريطانية هذا ما إدى إلى كساد اقتصادي جديد بدءًا من عام 1870، ولم يسلم سوى قطاع المنسوجات، الذي كان ذو شهرة واسعة داخل الدولة العثمانية وفي أوروبا، يعمل فيه حوالي 5000 عامل. وقد أشار القنصل البريطاني في دمشق خلال تلك المرحلة إلى حمص باسم «مانشستر السورية».

### التاريخ الحديث
في القرن العشرين شكلت حمص أهمية سياسية كبيرة لسوريا، فعدد وافر من المسؤوليين الحكوميين رفيعي المستوى كانوا من حمص. بعد تقسيمات هنري غورو لسوريا على أسس طائفية عام 1920 كانت حمص تابعة لدولة دمشق، وفي العام 1925 كانت حمص ثالث محطات الثورة السورية الكبرى بعد السويداء ودمشق ضد الانتداب الفرنسي على سوريا. في عام 1932 انتقلت الأكاديمية العسكرية من دمشق إلى حمص، وظلت الأكاديمية العسكرية الوحيدة في سوريا حتى عام 1967.
خلال عقد الثلاثينات تم بناء خط أنابيب النفط بين كركوك وطرابلس وكان يمر من حمص، واتبع في إنشاءه الطريق الذي سارت عليه في السابق القوافل التجارية بين تدمر والبحر الأبيض المتوسط. في عام 1959 تم بناء مصفاة لتكرير النفط في حمص، لتغطية استهلاك سوريا المحلي، وقد قصفت هذه المصفاة من قبل إسرائيل خلال حرب تشرين عام 1973، إلا أنه في أعقاب الحرب عادت المصفاة لتؤدي عملها بالكامل.

#### الحرب الأهلية السورية
كانت حمص ثاني مدينة بعد درعا تنضم إلى حركة الاحتجاجات في البلاد مطالبة بإسقاط النظام، وقد شاركت في الاحتجاجات أعداد ضخمة من سكان المدينة قدرت بعشرات أو مئات الآلاف من مواطنيها. كما أعلن المشاركون عن اعتصام في 18 أبريل 2011 في ساحة الساعة والتي أطلق عليها متظاهرين اسم «ساحة الحرية»، إلا أن قوات الأمن السوريّة فضّت الاعتصام بالقوة في اليوم التالي، ولم يثن ذلك أهل حمص عن الاستمرار في التظاهر. كمحاولة لاحتواء المظاهرات، أقيل محافظ حمص واستبدل بمحافظ جديد، غير أن المظاهرات لم تتوقف. في المرحلة الثانية، قالت الحكومة السورية أنّ «عصابات إرهابية مسلحة» تروّع المواطنين في حمص، ولهذه المناسبة قام الجيش السوري مدعماً بالأمن المركزي والشبيحة باقتحام المدينة ومحاصرة أحيائها في 6 مايو 2011، ما أدى إلى سقوط مزيد من القتلى - الذين كسروا حاجز الـ5000 قتيل حتى 25 يوليو 2012 ناهيك عن الجرحى والمعتقلين، غير أن المواطنين استمروا في التظاهر وبدأت كتائب الجيش السوري الحر تنشط بشكل كبير في المدينة، ومن الأسماء التي لمعت في قيادة التظاهر في المدينة حارس نادي الكرامة والمنتخب السوري الشاب عبد الباسط ساروت وهادي الجندي الذي قتل في يوليو 2011، كما أن عدد من أبرز المعارضين السوريين هم من حمص ومنهم برهان غليون وسهير الأتاسي، هذا ما دفع الكثيرين لتسمية حمص «عاصمة الثورة السوريّة».

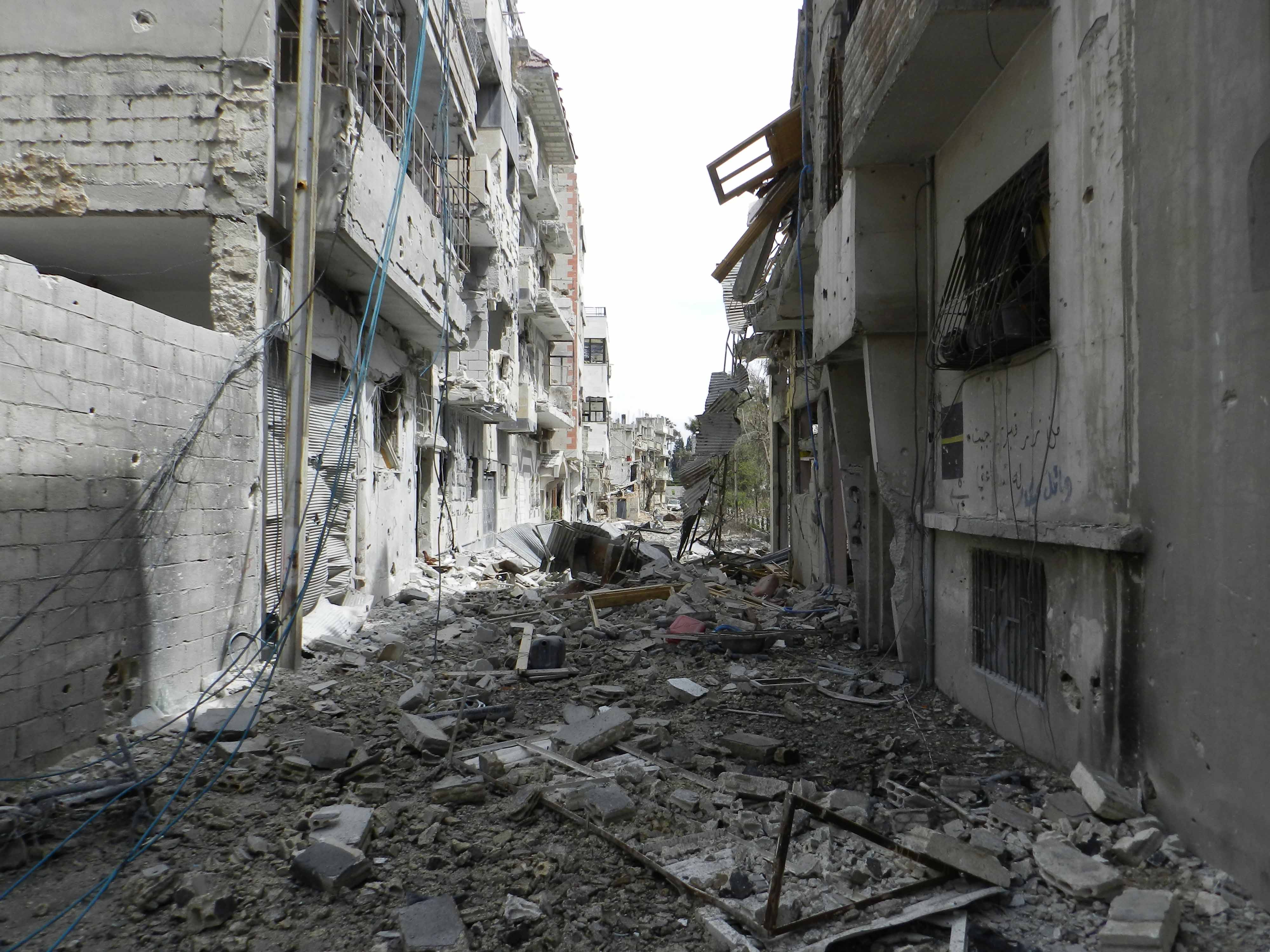
آثار التدمير في باب الدريب - صورة تعود لشهر أبريل من عام 2012.

ابتداءً من 3 فبراير 2012 حين ارتكبت مجزرة الخالدية، بدأ الجيش السوري حملة عسكرية واسعة النطاق في المدينة دعيت باسم «معركة الحسم»، أدت إلى سقوط قرابة 1,000 قتيل و1,800 جريح حتى الآن. وقد جاءت المجزرة في اليوم الذي صادف إحياء الذكرى الثلاثين لمجزرة حماة التي وقعت عام 1982، والتي سُمَّي يوم المجزرة نسبة إليها بـ«جمعة عذراً حماة». بدأت العملية عندما قصفَ الجيش حي الخالدية براجمات الصواريخ وفقَ المعارضة، موقعاً عدداً ضخماً من القتلى تراوحت إفاداته من 200 إلى 337 قتيلاً، وشُيِّعَ القتلى في إحدى ساحات الحي باليوم التالي. ثم تجدد القصف يوم 5 شباط وجاء عنيفاً جداً، فبلغ إجمالي عدد القتلى (بما في ذلك قتلى مجزرة الخالدية) بحلول يوم الجمعة 10 شباط حوالي 755 قتيلاً وفق ناشطين.
منذ 10 شباط هدأت وتيرة القصف قليلاً وانخفض إجمالي القتلى يومياً، مع استمرار القصف بشكل يوميٍّ على المدينة، متركزاً بشكل خاص على حي بابا عمرو، وبشكل أقل على أحياء الإنشاءات والخالدية والبياضة وكرم الزيتون. لكن في يوم الأربعاء 22 شباط عادَ القصف عنيفاً جداً بشكل مُفاجئ ليَبلغ عدد القتلى 60 تقريباً، بينهم صحفية أمريكية ومصور فرنسي معروفان، كما استخدمت خلاله صواريخ سكود بالقصف للمرة الأولى منذ اندلاع الاحتجاجات. ارتفعت أعداد القتلى مجدداً في أيام شهر شباط الأخيرة، ثمَّ بدأ الجيش بمحاولة اقتحام حي بابا عمرو أخيراً في 29 شباط، وفي 1 آذار أعلنَ الجيش الحر انسحابه بعد 26 يوماً من القصف العنيف على الحيّ. بعد تمكن الجيش السوري من السيطرة على حي بابا عمرو انتقل إلى سائر أحياء حمص مكررًا العملية ذاتها من ناحية القصف العشوائي بالدبابات وقذائف الهاون وراجمات الصواريخ وارتكاب مجازر على يد ميلشيات الشبيحة كان منها مجزرة كرم الزيتون في 12 آذار التي راح ضحيتها ما لا يقل عن خمسة وأربعين مدنيًا ذبحوا بالسكاكين، كما ارتكبت مجازر مشابهة في حيي العدوية والرفاعي. القصف اشتدت وتيرته بدءًا من 21 آذار وشمل الخالدية وباب هود وباب سباع ودير بعلبة والقصور والحميدية وبستان الديوان والصفصافة، ما خلّف دمارًا كبيرًا في بنية المدينة التحتيّة ومرافقها العامة وأبنيتها وأفضى إلى حركة نزوح واسعة منها، وفي تقرير لقناة الجزيرة ذكرت فيه ان ما نسبته 54% من البنية التحتية لمدينة حمص تم تدميره بالكامل 
وفي صباح الأحد 8 كانون الأول 2024 أعلنت المعارضة المسلحة سيطرتها على كامل مدينة حمص بعد معارك مع قوات النظام استمرت معظم يوم السبت وليلة الأحد.

## الجغرافيا

### الموقع
حمص المدينة هي عاصمة محافظة حمص، التي وبمساحة 10,000 كم2 تعتبر أكبر المحافظات السورية من حيث المساحة، كما أنها تقع في وسط البلاد رابطة المحافظات الشمالية مع المحافظات الجنوبية، هذا ما جعلها عقدة عقدة المواصلات الأبرز في سوريا. ويخترق المحافظة من الجنوب نحو الشمال وكذلك المدينة نهر العاصي، الذي يشكل مجراه منطقة زراعية خصبة للغاية. تقع حمص قبالة فتحة جبلية في سلسلة جبال لبنان الشرقية، هذا ما يحمل إليها هواء البحر الرطب ودرجات حرارة أكثر اعتدالاً من سائر المناطق الداخلية في سوريا كدمشق، وهو ما يجعل أيضًا معدّل الأمطار أعلى فيها عن سائر المناطق الداخلية. إلى الشرق من حمص، تلتقي المدينة مع بادية الشام، وعاصمتها تدمر. وقد أقامت الدولة السوريّة عددًا من السدود على نهر العاصي، كان منها تشكيل بحيرة قطينة إلى الجنوب الغربي من المدينة، والذي يعود في الأصل إلى سد ضخم شيّد في العهد الروماني. كذلك فإن نهر العاصي يقسم المدينة إلى قسمين رئيسين إلى الشرق على أرض مسطحة تحتوي قلب المدينة والأحياء الرئيسية فيها إلى جانب المدينة القديمة، وإلى الغرب وفيه تقع الضاحية العمرانية الأكثر حداثة وعصرية، وتمتد على مساحة 4800 هكتار (19 ميل مربع).

### المناخ
المناخ في حمص هو مناخ متوسطي فعلى الرغم من كونها منطقة داخلية، إلا أن حمص تقابل فتحة في سلسلة جبال لبنان الشرقية تجلب معها الهواء والرطب وكميات من المطر أعلى من سائر المناطق الداخلية في سوريا. المناخ المتوسطي، يتميز بأربع فصول واضحة فهناك الصيف الحار والجاف ومن ثم ربيع وخريف معتدلان وأخيرًا شتاء بارد وممطر مع هطول للثلوج على فترات متقطعة؛ تبلغ درجات الحرارة ذروتها في شهري يوليو وأغسطس والأمر نفسه بالنسبة لدرجات الرطوبة، أما شهري يناير وفبراير فهما الأكثر برودة.
لقد ساعد مناخ حمص المعتدل إضافة إلى وفرة المصادر المائية ممثلة بنهر العاصي، على أن تكون المناطق المحيطة بها مناطق زراعيّة بامتياز، فاشتهرت في العصور القديمة بريف خصب وغني خصوصًا بالحمضيات، غير أن ما يهدد المناخ المتوسطي في حمص هو التصحر، إذ تعتبر 18% من أراضي سوريا حاليًا مهددة بالتصحر أولها حمص والمناطق المحيطة بها بنتيجة قربها من بادية الشام، ويرافق خطر التصحر تحول مناخ المنطقة إلى المناخ الجاف مع تناقص معدل الأمطار السنوية وهبوب العواصف الرملية والغبارية، وتحول الأراضي الزراعية إلى أراضي بادية وغير قابلة للزراعة.
| البيانات المناخية لـحمص      | البيانات المناخية لـحمص | البيانات المناخية لـحمص | البيانات المناخية لـحمص | البيانات المناخية لـحمص | البيانات المناخية لـحمص | البيانات المناخية لـحمص | البيانات المناخية لـحمص | البيانات المناخية لـحمص | البيانات المناخية لـحمص | البيانات المناخية لـحمص | البيانات المناخية لـحمص | البيانات المناخية لـحمص | البيانات المناخية لـحمص |
| الشهر                        | يناير                   | فبراير                  | مارس                    | أبريل                   | مايو                    | يونيو                   | يوليو                   | أغسطس                   | سبتمبر                  | أكتوبر                  | نوفمبر                  | ديسمبر                  | المعدل السنوي           |
| ---------------------------- | ----------------------- | ----------------------- | ----------------------- | ----------------------- | ----------------------- | ----------------------- | ----------------------- | ----------------------- | ----------------------- | ----------------------- | ----------------------- | ----------------------- | ----------------------- |
| متوسط درجة الحرارة الكبرى °ف | 52.0                    | 55                      | 61.9                    | 81                      | 87.4                    | 91.0                    | 91.0                    | 91.0                    | 88.3                    | 80.4                    | 66.4                    | 54.5                    | 75.0                    |
| متوسط درجة الحرارة الصغرى °ف | 37.0                    | 37.9                    | 42.1                    | 48.6                    | 55                      | 62.8                    | 67.6                    | 68.2                    | 63.5                    | 54.9                    | 45                      | 38.8                    | 51.8                    |
| الهطول إنش                   | 5.1                     | 5.9                     | 3.9                     | 2.4                     | 1.2                     | 0                       | 0                       | 0                       | 0.4                     | 1.6                     | 2.8                     | 4.3                     | 27.6                    |
| متوسط درجة الحرارة الكبرى °م | 11.1                    | 13                      | 16.6                    | 27                      | 30.8                    | 32.8                    | 32.8                    | 32.8                    | 31.3                    | 26.9                    | 19.1                    | 12.5                    | 23.9                    |
| متوسط درجة الحرارة الصغرى °م | 2.8                     | 3.3                     | 5.6                     | 9.2                     | 13                      | 17.1                    | 19.8                    | 20.1                    | 17.5                    | 12.7                    | 7                       | 3.8                     | 11.0                    |
| الهطول سم                    | 13                      | 15                      | 10                      | 6                       | 3                       | 0                       | 0                       | 0                       | 1                       | 4                       | 7                       | 11                      | 70                      |
| المصدر:                      |                         |                         |                         |                         |                         |                         |                         |                         |                         |                         |                         |                         |                         |

### التقسيم الإداري

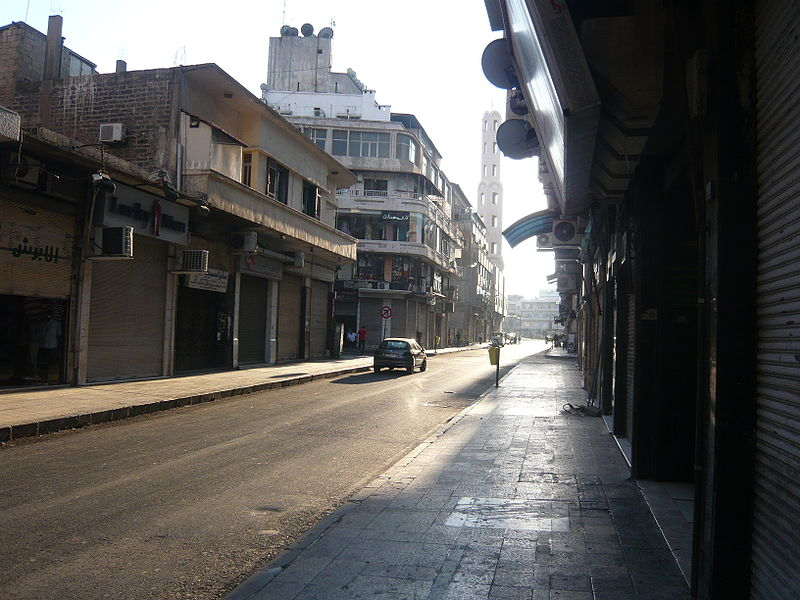
شارع الدبلان وسط المدينة.

حمص القديمة هي المنطقة الأكثر كثافة سكانية في المدينة، وتتشكل من أحياء باب تدمر وباب الدريب وباب هود ومحيط القلعة، وتغطي مساحة 1.2 كيلو متر مربع (0.46 ميل مربع)؛.
وقد هدم السور والبوابات التاريخية خلال العهد العثماني لكن قسمًا من السور مع برج دائري الزاوية لا يزال قائمًا. لم يبق سوى القليل من المدينة القديمة الأثرية، ومنها علامات أرضية حول موقع قلعة حمص القديمة. شمال المدينة يقع «حي الحميدية» الذي ارتبط تاريخيًا وحتى الآن بكون أغلب قاطنيه من مسيحيي سوريا، وهذا الحي حاليًا هو واحد من المناطق القليلة الباقية التي تحتفظ بصورة حمص القديمة كما تبدو، وفيه العديد من المنازل المبنية من الحجر الأسود وتعود للعصر المملوكي، هي لا تزال قيد الاستخدام منذ ذلك الوقت وبعضها قد تم ترميمه مع الحفاظ على الهيئة الأصلية للبناء. إلى الشمال من المدينة القديمة أيضًا يقع حي الخالدية والذي يطوق تخوم المدينة الشمالية كسوار، في حين تقع الأحياء الأكثر حداثة مثل الزهراء وجب جندلي إلى الشرق من المدينة القديمة. ونحو الجنوب هناك أحياء باب السباع، والمريجة، والنزهة، وحي عكرمة بشقيه القديم والحديث؛ وأبعد منهما كرم الزيتون والمناطق المحيطة به وتدعى كرم اللوز. يقع نحو الشرق من هذا الأخير، أكبر المراكز التجارية في المدينة؛ أما من ناحية الغرب فتنتشر الأحياء الراقية كالقصور، وشارع المحطة والغوطة، والإنشاءات، والتوزيع الإجباري، والحمراء ثم الضاحية التي يفصلها عن المدينة حزام من المناطق الزراعية والبساتين إضافة إلى نهر العاصي الذي يشكل حزام أخضر دون أي آثار للعمران البشري، حيث تمنع القوانين السوريّة تدمير الحزام الأخضر حول النهر حفاظًا على الغطاء النباتي؛ نحو الغرب أيضًا تقع جامعة حمص الحكومية، والمساكن الجامعية الملحقة بها إلى جانب عقدة مواصلات تقع بالقرب من حي عكرمة.

| - حي بابا عمرو. - حي البياضة. - جورة الشياح. - حي الخالدية. - حي دير بعلبة. - حي القصور. - حي النزهة. - حي الإنشاءات. - حي باب تدمر. - حي باب التركمان. - حي باب الدريب. | - حي باب السباع. - حي باب هود. - حي بستان الديوان. - حي بني السباعي. - حي التوزيع الإجباري. - حي الجامعة. - حي جب الجندلي. - حي جوبر. - حي الحمراء. - حي الحميدية. | - حي الخضر. - حي الدبلان. - حي الزهراء (حمص). - حي سوق الحشيش. - حي العدوية. - حي عشيرة. - حي عكرمة الجديدة. - حي عكرمة القديمة. - حي الغوطة. - حي القرابيص | - حي كرم الزيتون. - حي كرم الشامي. - حي كرم اللوز. - حي المحطة. - حي المخيم. - حي الميدان. - حي وادي الذهب. - حي الورشة. - حي الوعر الجديد. - حي الوعر القديم. - حي الغوطة. - حي الملعب. - حي الحمرا. - حي الشماس. |

#### أبواب المدينة القديمة
خلال العهد الروماني كان للمدينة أربع أبواب، هي باب الرستن وباب الشام وباب الجبل وباب صغير؛ قام العباسيون بإعادة بناء وترميم الأبواب وأضافوا لها ثلاثة جدد فأصبح العدد سبعة أبواب، ظلت موضع اهتمام الدول والسلالات المتعاقبة على حمص، حتى قام العثمانيون بهدمها خلال القرن التاسع عشر، وذلك تماشيًا مع توسع المدينة وازدياد قاطنيها، ولم يبق بعد القرارات العثمانية سوى باب التركمان والباب المسدود قائمان حتى اليوم. خلف أبواب الحمص، تقع المدينة القديمة والتي تحوي على مساجد وكنائس تاريخية إضافة إلى معالم ترقى للعهد المملوكي.

## سكان المدينة

### التركيب الديموغرافي
| العام            | عدد السكان    |
| ---------------- | ------------- |
| القرن الثاني عشر | ~7,000        |
| 1785             | ~2,000        |
| 1860s            | 15,000-20,000 |
| 1907             | ~65,000       |
| 1932             | 65,000        |
| 1960             | 136,000       |
| 1978             | 306,000       |
| 1981             | 346,871       |
| 1994             | 540,133       |
| 2005 (توقع)      | 750,000       |
| 2011 (توقع)      | 1,267,000     |

بالنسبة للتوزع العرقي للسكان، فغالبية السكان من العرب، بالإضافة إلى وجود نسب قليلة من التركمان والشركس والأكراد والسريان والأرمن، هناك أيضًا مجموعة صغيرة من ذوي الأصول اليونانية. في أعقاب حرب 1948 أقيم في ضواحي المدينة وحتى اليوم مخيم للاجئين الفلسطينيين تشرف عليه الأونروا وهو من المخيمات الصغيرة الحجم ويبلغ عدد قاطنيه 14,000 ويعتبر من المخيمات الرسميّة المعترف بها من قبل الحكومة السوريّة، وأغلب قاطنيه تعود أصولهم لمدن يافا والجليل، ونتيجة توسعات المدينة فقد غدا المخيم جزءًا من ضواحي المدينة. كذلك فإنه، وفي أعقاب المذابح الأرمنية فقد نزح إلى المدينة واستقر فيها 20,000 أرمنيًا.
يتكلم السكّان اللغة العربية وفق اللهجات السورية وتتخصص المدينة بنوع من اللهجة الشامية هو اللهجة الوسطى وفرعها الحمصي، عمومًا فإن انتشار هذه اللهجة يرتكز بشكل مكثّف في بعض المناطق ويقل استعمالها في مناطق أخرى، لعلّ أبرز سمات اللهجة الحمصية كون أغلب كلماتها موزونة على وزن «فُعْلْ».
شهدت حمص تغيراً من الناحية الديموغرافية بشكل كبير ونمواً في عدد السكان مطرداً منذ منصف القرن العشرين، فبينما كان عدد السكان 65,000 عام 1932 تضاعف خلال ثلاثين عامًا ليصبح 136,000 عام 1960، وأعاد التضاعف في ثمانية عشر عامًا فقط فسجلت المدينة 306,000 نسمة عام 1978، ثم 540,000 نسمة عام 1994، وفي سنة 2004 كان عدد سكان منطقة مركز حمص وفقاً للإحصاء 1,035,055 نسمة ،وهذا الإحصاء يشمل نواحي مركز المنطقة وهي حسياء والقريتين والفرقلس وعين النسر ومهين وصدد وخربة التين وشين والرقاما واالقبو وتلدو والقرى التي تتبع لهذه النواحي وأكبر نواحي منطقة حمص كانت ناحية مركز حمص يليها ناحية تلدو، وكان عدد سكان هذه الناحية ناحية مركز حمص وحدها 750,501 نسمة، وتتبع لمركز ناحية حمص قرى وبلدات آبل، أبو دالي، الأمين، الأشرفية، الضفة ،الدار الكبيرة، جديدة الشرقية، إسماعيلية (المختارية)، الفحيلة، فيروزة، غزابة، هبوب الريح، الحرية، الجميلية، جوالك، جديدة العاصي، جلودية، جوبر، كفرعايا، كفر عبد، الخالدية، الكرامة، مسكنة، المباركية، المهاجرين، النقيرة، النجمة، العبودية، قطينة، الريان، الرياض، سكرة، تل أحمر، تل الناقة، تل الشور، تل زبيدة، الثابتية، تير معلة، زيدل، الزهرية، الحازمية، الشلال، الكاظمية، سكرة الشمالية، عين الزرقا، نقبين وأكبر هذه القرى هي تير معلة بعدد سكان 7,728 نسمة.
وقد قُدر عدد السكان لمدينة حمص عام 2011 وفقاً لكتاب حقائق العالم بحوالي 1,267,000 نسمة، بينما قدر مركز حرمون عدد سكان المدينة دون قراها ودون نواحيها سنة 2010 بما يُقارب 865.000 نسمة 65 % من السنة لتكون بذلك حمص ثالث مدن سوريا بعدد السكان بعد حلب ودمشق.
وهذه قائمة أعداد السكان في أحياء مدينة حمص وفقاً لإحصاء سنة 2004 ،حيث بلغ عدد سكان المدينة 652,609 نسمة ،أي: عدد سكان مركز حمص، ويدخل في ذلك الأحياء فقط، بينما بلغ عدد سكان ناحية مركز حمص ، أي القرى والبلدات التابعة لمركز المدينة 750,501 نسمة.
| الحي                                      | السكان  | الديانة                            |
| كرم الزيتون بما فيه النازحين والفاخورة    | 49,132  | إسلام سنة                          |
| دير بعلبة الشمالي والجنوبي                | 44,975  | إسلام سنة                          |
| كرم الشامي بما فيه الميدان                | 35,732  | إسلام سنة                          |
| البياضة بما فيها مساكن المعلمين           | 35,010  | إسلام سنة                          |
| بابا عمرو والسلطانية                      | 34,175  | إسلام سنة                          |
| العباسية والمهاجرين                       | 33,363  | أغلبية علوية وأقلية شيعية وسنية    |
| الأرمن بما فيها عشيرة                     | 32,514  | علويون ومسلمون سنة ومسيحيون        |
| الخالدية بما فيها التأمينات               | 32,337  | إسلام سنة                          |
| السبيل بما فيه وادي العرب                 | 28,951  | إسلام سنة وشيعة وعلويون            |
| جب الجندلي                                | 24,430  | إسلام سنة                          |
| الزهراء                                   | 22,941  | أغلبية علوية وأقلية سنة            |
| القصور                                    | 21,534  | إسلام سنة                          |
| وادي الذهب بما فيه الورود وبيت الطويل     | 20,061  | علويون                             |
| عكرمة القديمة                             | 19,917  | أغلبية سنية وأقلية علوية           |
| كرم اللوز                                 | 19,865  | علويون ومراشدة                     |
| جورة الشياح                               | 16,816  | إسلام سنة                          |
| حمص الجديدة (الوعر الجديد)                | 16,401  | إسلام سنة                          |
| الفردوس (الإنشاءات)                       | 15,381  | إسلام سنة                          |
| عكرمة الجديدة وضاحية الوليد ومساكن الشرطة | 14,577  | إسلام سنة وعلويون                  |
| الميماس (الوعر القديم)                    | 14,380  | إسلام سنة                          |
| المريجة والعدوية                          | 13,593  | أغلبية إسلام سنة وأقلية مسيحية     |
| الغوطة بما فيها الحمراء                   | 12,634  | إسلام سنة                          |
| الحميدية بما فيها وادي السايح والورشة     | 11,627  | إسلام سنة ومسيحيون                 |
| كرم شمشم                                  | 11,521  | إسلام سنة                          |
| باب السباع                                | 11,224  | إسلام سنة                          |
| النزهة                                    | 11,076  | علويون                             |
| الخضر                                     | 10,901  | إسلام سنة                          |
| باب هود بما فيه باب التركمان والصفصافة    | 7,248   | إسلام سنة                          |
| المحطة                                    | 7,118   | إسلام سنة                          |
| باب الدريب                                | 6,044   | إسلام سنة                          |
| باب تدمر                                  | 5,615   | إسلام سنة                          |
| البغطاسية                                 | 3,623   | إسلام سنة                          |
| بني السباعي                               | 2,990   | إسلام سنة                          |
| الحصوية والدوير                           | 2,566   | أغلبية سنية وأقلية مسيحية          |
| جمال الدين (بستان الديوان)                | 2,517   | إسلام سنة ومسيحيون                 |
| مدينة حمص جميعها                          | 652,609 | 65 - 70 % إسلام سنة والباقي أقليات |

### الأديان والمعالم الدينية

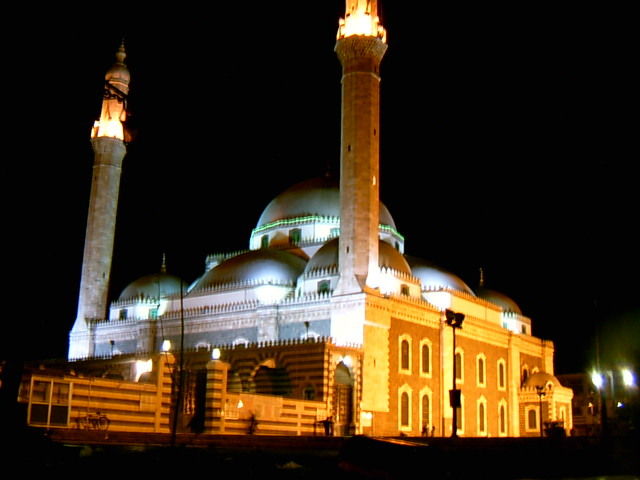
جامع خالد بن الوليد.

حمص مدينة متنوعة الطوائف والمذاهب الدينية؛ في القرن الثاني عشر كانت المدينة أكبر مدينة سوريّة من حيث عدد معتقني الإسلام، وإبان العهد المملوكي وما نتج عنه من تراجع في اقتصاد المدينة وأهميتها هجرها سكانها حتى انخفض عددهم من 7,000 نسمة إلى 2,000 نسمة فقط، نصفهم من المسلمين والنصف الآخر كان من المسيحيين؛ وبحلول ستينات القرن التاسع عشر أجري إحصاء سكاني وطائفي لعدد سكان المدينة، بنتيجته تبيّن أن عدد أتباع بطريركية أنطاكية وسائر المشرق للروم الأرثوذكس 5,000 نسمة وأتباع السريانية الأرثوذكسية 1,500 نسمة مع بضع أقليات مسيحية أخرى، شكّلت ثلث السكان في حين شكّل المسلمون وهم ذوي غالبية سنيّة وأقلية شيعية وعلوية وإسماعيلية الثلثين. آخر إحصاء تمّ على أساس طائفي جرى في أوائل القرن العشرين، وأظهر النتائج ذاتها عام 1907: ثلث المدينة من المسيحيين وثلثاها من المسلمين، بمختلف طوائفهم. سوى ذلك، فإنه من الناحية العددية، تحتفظ محافظة حمص بثاني أكبر عدد من المسيحيين بعد محافظة حلب، ولعلّ وادي النصارى الذي يقع قرب الحدود اللبنانية غرب المدينة، هو الثقل الأبرز لمسيحيي محافظة حمص. في عام 1933 انتقل مقر بطريركية السريان الأرثوذكس من ماردين (جنوب تركيا حالياً) إلى حمص، واتخذت من كنيسة أم الزنار مقراً لها، ثم نُقلت في وقت لاحق إلى دمشق العاصمة عام 1959. حاليًا تشكل حمص مقرًا لعدة أبرشيات للروم الأرثوذكس والسريان الأرثوذكس والروم الكاثوليك ومقر نيابات أسقفية لعدد من الطوائف المسيحية الأخرى كالموارنة، علمًا أن مقر أسقفية الملكيين تشمل حماه ويبرود أيضًا لا تشمل أغلب ريف حمص خاصة وادي النصارى وتلكلخ الذي يشكل أبرشية قائمة بذاته مقرها مرمريتا التابعة إداريًا لحمص حتى عام 2000، ثم نقل بعدها إلى اللاذقية.
أبرز المعالم الإسلامية في المدينة هو جامع خالد بن الوليد الذي يضم مدفن الصحابي والقائد العسكري خالد بن الوليد الذي استقرّ في حمص وفيها توفي عام 641، ويقع في الجهة الشمالية الشرقية من المدينة، ومنه اشتقت الحي المجاور اسمه «الخالدية»؛ أعاد العثمانيون خلال عهد عبد الحميد الثاني عام 1908 بناء المسجد وتوسعته ليصبح أنموذجًا عن العمارة العثمانية في سوريا، وهو إلى جانب احتوائه ضريح خالد بن الوليد، يحوي أيضًا ضريح ابنه عبد الرحمن بن خالد بن الوليد وعبيد الله بن عمر بن الخطاب، أما النسخة الأقدم من المسجد تعود للعهد المملوكي. المعلم الثاني من حيث الأهمية، هو الجامع النوري الكبير، الذي هو في الأصل معبدًا لإله الشمس ثم حوّل إلى كنيسة مع انتشار المسيحية في المدينة بأمر من الإمبراطور البيزنطي ثيودوسيوس، وإبّان الفتح الإسلامي لبلاد الشام اشترى المسلمون نصف المسجد وأقاموا به الصلاة وظل القسم الثاني منه كنيسة، وظل الوضع على ما هو عليه حتى القرن الثاني عشر حين ضرب زلزال شديد حمص فهدم البناء، وأمر نور الدين زنكي إعادة بناءه كمسجد عام 1129، بعد أن قام بدفع ثمن النصف الثاني للبناء. كذلك تحوي حمص ضريح محمد بن عوف الطائي أحد رواة الحديث وحفاظه الشاميين وقد جدد البناء عام 1994، كذلك يوجد في حمص ضريح كعب الأحبار، وفي حي بابا عمرو يوجد ضريح الصحابي عمرو بن أمية الضمري ومنه اشتقّ الحي اسمه، وقد تميّز المسجد المشاد فوق الضريح أنه كان مركز الصوفية الإسلامية في حمص وموقع اجتماعاتها، كذلك يرتبط بالصوفية منطقة «العدوية» حيث يتواتر من أهل المدينة رواية أن إحدى الزاهدات الإسلاميات أعجبت برابعة العدوية وقلدتها في زهدها، ويوجد في الحي أيضًا قبر إحدى نساء نور الدين زنكي. هناك أيضًا مقبرة الكتيب التي تقع شرقي حمص القديمة قرب باب تدمر، وفيها دفن عدد كبير من الصحابة والتابعين إثر الفتح، ثم أخذ مسلمو المدينة بدفن الموتى فيها ولا تزال مقبرة إسلامية حتى اليوم.
أما المعالم المسيحية، فأقدمها كنيسة أم الزنار التي بدأت ككنيسة تحت الأرض مشيدة عام 59 ما يجعلها من أقدم كنائس العالم، ثم بنيت كنيسة صغيرة فوق الأرض بعد انتشار المسيحية في المدينة فوق الكنيسة الأصلية، وفي القرن الثاني عشر وضع بها الزنار المنسوب لمريم العذراء، وهو بحسب التقاليد المسيحية قد احتفظ به القديس توما أحد التلاميذ الاثني عشر وانتقل إلى عدة مدن قبل أن يستقر في حمص؛ في عام 1852 وخلال عمليات تجديد الكنيسة وترميمها عام 1852 عثر داخل مذبح الكنيسة إلى الزنار موضوعًا داخل وعاء معدني، حيث أن أهالي حمص خافوا من القلاقل الأمنية ودفنوا الزنار فيه، وقد شيد مصلّى خاص قرب الكنيسة يعرض به الزنار منذ ذلك الوقت. الصرح الثاني هو كنيسة الأربعين شهيدًا والتي ترقى لعصور مبكرة أيضًا وقد تم ترميمها مرتين الأولى بعد زلزال القرن الثاني عشر والمرة الثانية في القرن التاسع عشر، هناك أيضًا دير وكنيسة مار إليان الحمصي المبنية عام 423 على ضريح القديس المسيحي ابن حمص الذي قتل خلال الاضطهادات الرومانية عام 284، وكنيسة مار يوحنا المعمدان التي ترقى للقرن السادس عشر. هناك عدد من المعالم الأكثر حداثة كدير الآباء اليسوعيين ومقر مطرانية الروم الملكيين الكاثوليك.

## حمص الرسمية
لكونها مركز محافظة فبموجب القانون السوري، فإن جميع وزارات الدولة وهيئاتها تمثل بمديريات عامة في المدينة، تدير عمل الوزارة في المحافظة؛ هناك أيضًا عدة ثكنات على أطرافها تتبع لوزارة الدفاع ومقرّات للجمعيات والهيئات الحكومية إضافة إلى النقابات واتحادات العمال والفلاحين والطلبة.
يوجد في المدينة أيضًا عدد من القنصليات والبعثات الرسمية الأجنبية؛ أما بالنسبة للنشاط الحزبي، فإلى جانب النشاط التقليدي لأحزاب الجبهة الوطنية التقدمية ينشط في المدينة النفوذ السياسي المحلي لبعض العائلات والوجهاء الحماصنة كآل الأتاسي.
بموجب قانون الانتخابات السوري فإن المحافظة هي الدائرة الانتخابية وبناءً على ذلك تمثل حمص في مجلس الشعب، الحال نفسه بالنسبة لانتخابات المجالس المحلية حيث تعتبر المدينة دائرة واحدة غير مقسّمة إلى أحياء، وتنتخب مجلسًا بلديًا يرأسه رئيس مجلس المدينة. بموجب قانون الإدارة المحلية السوري الصادر عام 2011 يرأس المحافظة المحافظ المعيّن من قبل رئيس الجمهورية، ويدير كل مدينة مجلس مدينة منتخب من قبل سكانها يرأسه رئيس مجلس المدينة، وللمجلس مكتب تنفيذي مهمته مساعدة الحكومة المركزية بإدارة البلاد من خلال اقتراح المشاريع والتحسينات، إضافة إلى كونه المسؤول المباشر عن الشؤون الإدارية والمالية والشؤون الفنية والصحية والقانونية وإدارة الأطفاء والآليات العامة والحدائق والنظافة والأمن، وتقديم خدمات الصيانة والأشغال العامة التخطيط والإحصاء والثقافة والرقابة الداخلية.

## الاقتصاد

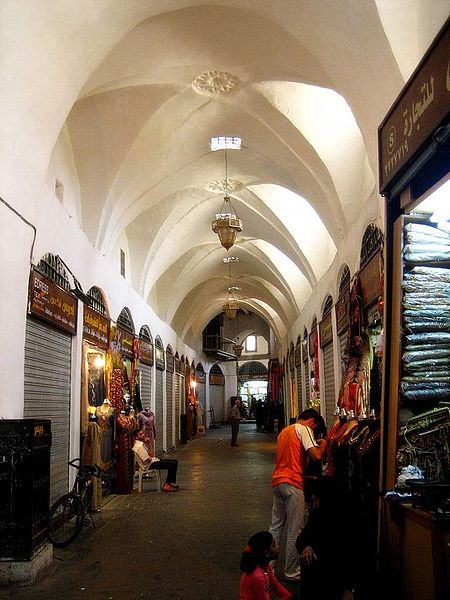
"سوق الحرير" في حمص.

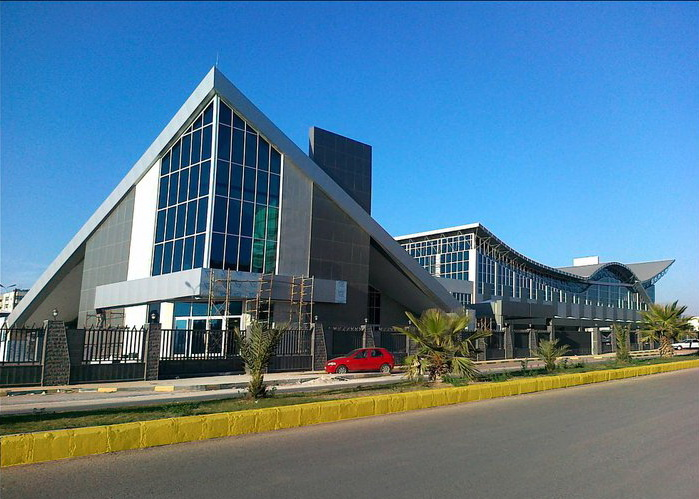
مدينة المعارض في منطقة الوعر عام 2011.

شهدت حمص فترات من الازدهار والانتعاش الاقتصادي حتى غدت أكبر مدن سوريا، لكنها عادت لتقهقر خلال حكم المماليك؛ ثم عادت وشهدت انتعاشًا في المراحل الأولى من الحكم العثماني قبل أن تصاب بركود طويل أواخر القرن التاسع عشر وفي الربع الأول من القرن العشرين. عادت حمص للنمو المطرد والازدهار الاقتصادي بعد زوال العثمانيين، حفّز ذلك النمو موقعها الجغرافي الاستراتيجي إضافة إلى كونها مركزًا للزراعة والصناعة. «نظام الري في حمص» هو الأول من نوعه في سوريا الحديثة، وقد جلب الازدهار للمزارعين وأدى إلى تأسيس عدد من الشركات والمصانع التي تعنى بالصناعات الغذائية والمنتجات الزراعية والرعوية. المحاصيل التي تزرع في سهول حمص تشمل القمح والشعير والعدس وقصب السكر والقطن وكروم العنب، وكذلك وبسبب وجود طرق المواصلات مع موانئ البحر الأبيض المتوسط سواءً في سوريا كاللاذقية وطرطوس أو في لبنان كبيروت وطرابلس فقد جعل ذلك حمص تجذب عددًا من قوافل النقل التجاري المتجهة نحو الأردن والسعودية والعراق.
حمص هي أيضًا موطن للصناعات الثقيلة التابعة عمومًا للقطاع العام، مثل مصفاة النقط التي تقع غرب المدينة واسمها مصفاة حمص وقد افتتحت خلال عهد الجمهورية العربية المتحدة عام 1959؛ في عام 1971 بني في حمص مصنع للأسمدة الكيميائية وكذلك مصنع آخر لمعالجة الفوسفات التي تحفل منطقة تدمر التابعة إداريًا لحمص بوجوده، وتعدّ هذه المنتجات سواءً من الفوسفات أو الأسمدة جاهزة للاستهلاك المحلي وبعضعا يتم تصديره. منذ العام 2000 شهدت حمص تناميًا في القطاع الصناعي الخاص، وتزايد عدد الشركات المتوسطة والصغيرة الحجم، وأخذت ضواحي الشمال الغربي والجنوبي للمدينة بالتحول إلى مناطق صناعية. يجري حاليًا بناء مصفاة خاصة لإنتاج السكر بالتعاون مع البرازيل، كما يتم إنشاء مصنع للسيارات المحليّة من ماركة شام بالتعاون مع إيران، كما يتم بناء مصنع جديد للفوسفات ومصفاة جديدة للنفط إلى الشرق من المدينة.
حمص أيضًا عقدة للطرق البريّة والسكك الحديدية، وهو ما يكرّس دورها كصلة وصل بين مختلف أنحاء سوريا من ناحية، ويجلب استثمارات مختلفة بنتيجة هذا الموقع من جهة ثانية؛ سوى ذلك فإن كثرة المواقع السياحية المحيطة بحمص، كقلعة الحصن وقطنا ومرمريتا وتدمر قد جعل منها قاعدة هامة للوفود السياحية، وتنطلق من المدينة يوميًا عدد من الرحلات إلى هذه المراكز الأثرية وسواها من المنتجعات؛ أما عن فنادق حمص فأشهرها فندق آل جديد الذي بالأصل قصرًا لعائلة جديد ويعود في تاريخه لأكثر من مائة عام، وقد وصف بكوه «أفضل فندق في مدينة حمص»، إلى جانب فنادق أخرى مثل آل ميماس وفندق غازي وفندق عمر الخيّام.
إلى الجنوب من حمص، في ضاحية حسياء (47 كم جنوب حمص)، يتم إنشاء مدينة صناعية جديدة مساحتها 25 كيلومتر مربّع (2500 هكتار)، وتغطي المدينة الصناعية أربع قطاعات صناعية رئيسية: المنسوجات، والمواد الغذائية والكيمائية، والقطاعان الهندسي والمهني؛ وقد صممت مرافق المدينة لاستيعاب ما يصل إلى 66,000 عامل مع أسرهم. وعلاوة على ذلك، فقد تم إنشاء منطقة تجارة حرة داخل المدينة، لتشجيع التبادل التجاري، وإعفاء موجوداتها من الرسوم الجمركية. من المعروف أيضًا، عنب حمص الكثير الانتشار في ريفها، يستخدم في صناعة المشروبات الكحولية محليّة الإنتاج وهي تشمل النبيذ الأحمر والنبيذ الأبيض والعرق بشكل أساسي.

## الخدمات العامة

### النقل والمواصلات

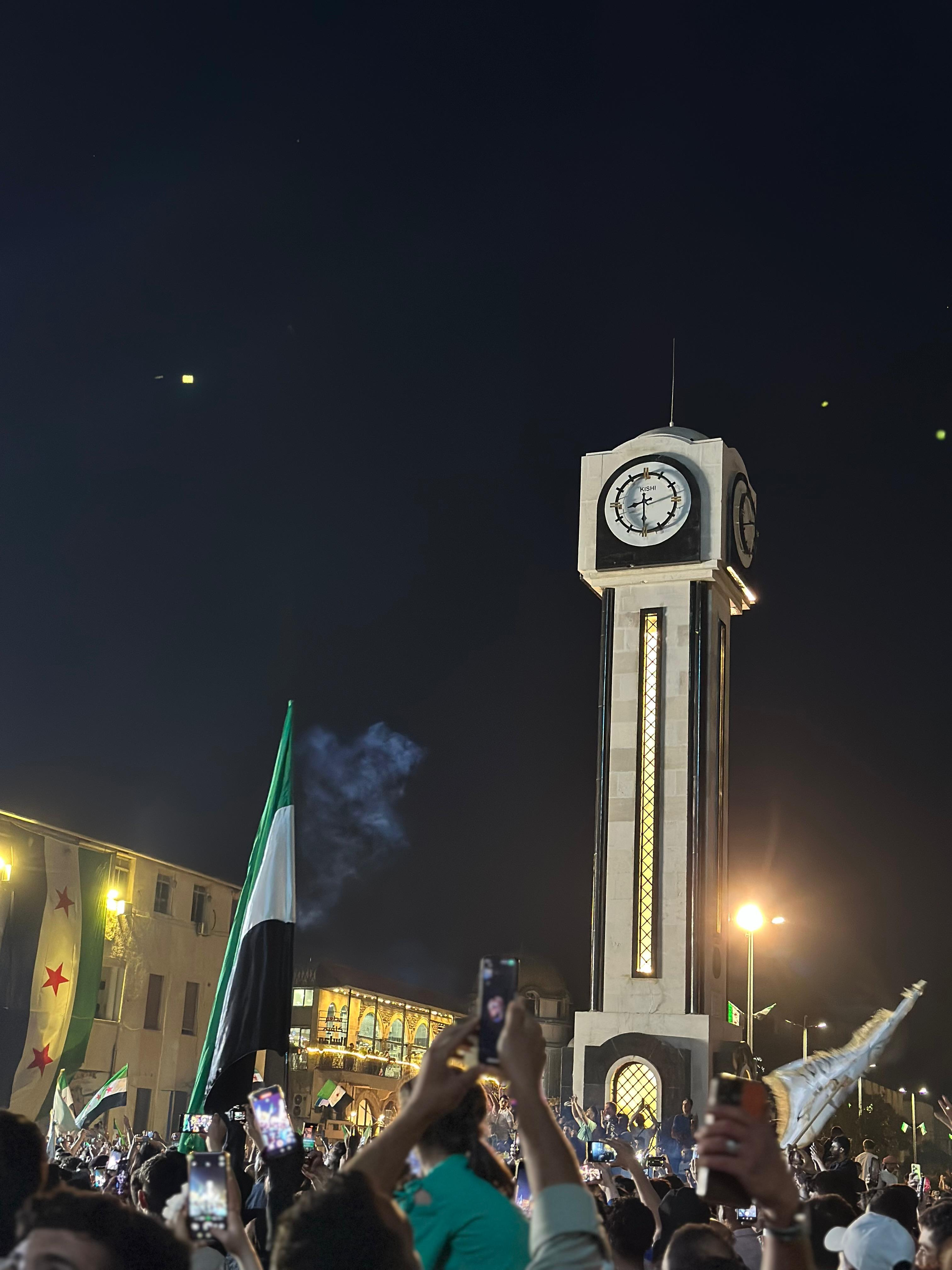
الساعة الجديدة في ساحة الساعة، والتي تعتبر عقدة المواصلات الرئيسية وسط المدينة.

بحكم موقعها تعتبر حمص عقدة للنقل والمواصلات في سوريا؛ محطة الحافلات الرئيسية والكرنك تقع في شارع حماه، الذي يعتبر من أطول شوارع المدينة بطول 1.5 كم ويوصل من وسط المدينة إلى الضواحي الواقعة شمالها، ويوجد في حمص مكاتب سفريات تؤمن النقل البري ليس فقط إلى ريف حمص وسائر المدن السورية بل إلى لبنان أيضًا؛ كما أن لديها سلسلة من الحافلات الدولية التي تصل إلى تركيا والأردن والسعودية. أما سكك الحديد فإن حمص تحوي محطتان كبيرتان للقطارات والسكك الحديدية، تصل هذه المحطات بين درعا ودمشق فحمص، وتتفرع منها نحو طرطوس واللاذقية غربًا، ونحو حماه وحلب شمالاً ومن هذه الأخيرة تنعطف شرقًا نحو الجزيرة السورية؛ سكك الحديد لا تستعمل فقط لنقل المواطنين بل البضائع والمصنوعات أيضًا وقد بلغت كمية المنقولات عبر حمص من البضائع 3,900,000 طن، أما عدد الأفراد المنتقلين عبر سكك الحديد فقد بلغ عام 2009 176,000 راكب في حين كان عام 2007 68,000 راكب، وقد بررت مديرية سكك الحديد في حمص هذه الزيادة لإدخال قطارات جديدة من طراز «ترين سيت» التي تتميز بالسرعة والأمان. ويتم حاليًا تمديد سكة حديد إضافية لربط المدينة بالمدينة الصناعية المقامة جنوبها في الحيساء. ولا يوجد في حمص مطارات، أقرب المطارات هو مطار اللاذقية الدولي غربًا ومطار دمشق الدولي إلى الجنوب؛ هناك مطار قريب في تدمر كان يستخدم في أغراض النقل الداخلي، وأخذ يسيّر رحلات خارجية.
تعتبر ساحة الساعة القديمة وسط المدينة مركز انطلاق الشوارع الرئيسية، إذ تتفرع الشوارع منها متصالبة نحو الجنوب والشمال، وتستمر ملتقية بالطرق السريعة الواصلة بين حمص وحماه وحلب من جهة، وحمص وطرطوس واللاذقية من جهة ثانية، وحمص ودمشق من جهة ثالثة إلى جانب الطريق السريع المفضي إلى تدمر وبادية الشام. شارع القوتلي، والذي ينطلق بدوره من ساحة الساعة، والمسمى على اسم الرئيس الأسبق للجمهورية شكري القوتلي، يربط بين ساحة الساعة وميدان القوتلي ويتفرع منه شارع الدبلان الذي يمثل المنطقة التجارية الرئيسية في المدينة، ويتصل مع نهايته بالطريق السريع المؤدي إلى طرابلس؛ هناك أيضًا شارع الوحدة الذي يربط المناطق السكنية شمال حمص ببعضها البعض ويوصل نحو جامعة المدينة، وقد قام مجلس المدينة بإعادة تأهيله عام 2009 وإضافة عقدة مواصلات ونفق إلى الشارع المذكور نظرًا لأهميته. ولضبط عمليات السرعة الزائدة، فإن طرقات حمص مراقبة بالرادار وذلك من العام 2009، وكذلك يدرس مجلس المدينة إمكانية إنشاء مترو أنفاق في المدينة.

### التعليم

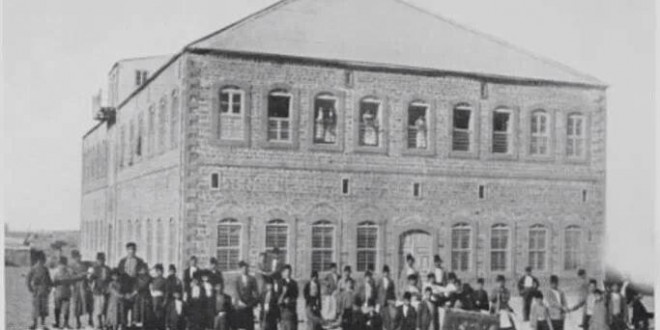
صورة تعود لعام 1913 للمدرسة الإنجيلية الوطنية والتي تعتبر من أقدم مدارس المدينة والتي تأسست في منتصف القرن التاسع عشر (تحديداً عام 1855).

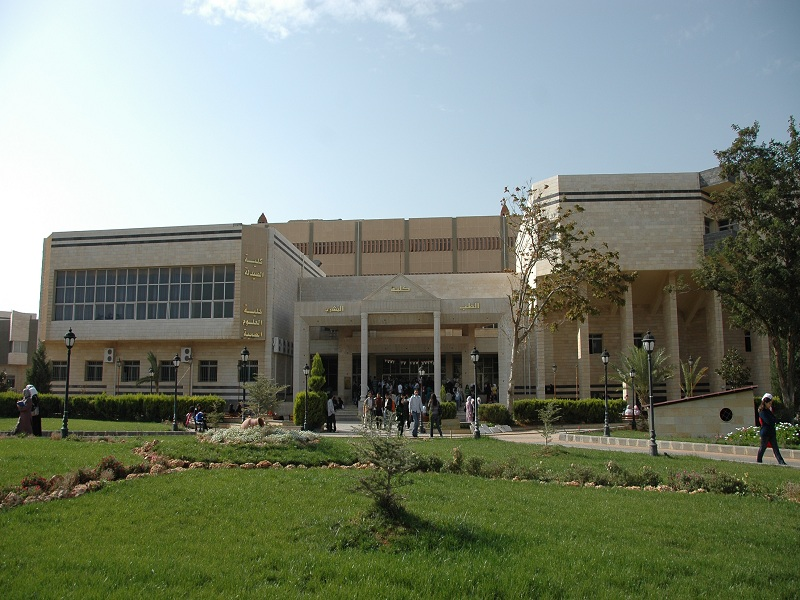
كلية الطب في جامعة حمص والتي افتتحت عام 1996.

تعتبر نسبة الأمية في سوريا متراجعة، غير أنها في حمص أعلى من المعدل، إذ قُدر أن نسبة 13% من سكان المدينة ما زالو أميّون، أغلبهم في ريف المدينة والقرى والبلدات المحيطة بها؛ وقد أطلق مجلس المدينة حملة تهدف «للقضاء على الأمية» مع نهاية عام 2012. وبحسب سهيل المحمود مدير التربية في محافظة حمص عام 2007 أن عدد الطلبة في المرحلة الابتدائية يبلغ حوالي 360,000 طالب وأن عدد المعلمين بلغ 16,000 معلم، إلى جانب كون وزارة التربية والتعليم تدير تسعة مجمعات من المدارس الحكومية افتتحت عام 2006 موزعة على حمص وريفها، ويبلغ إجمالي عدد المدارس 1627 مدرسة، وقد نما القطاع بشكل أساسي بعد العام 2004 حين سمح للقطاع الخاص الاستثمار في مجال التعليم بعد أن كان حكرًا على الحكومة منذ عام 1963 تطبيقًا للسياسات الاشتراكية.
فيما يخصّ التعليم الجامعي، فإن الحكومة تدير جامعة حمص (جامعة البعث سابقًا) التي افتتحت عام 1996 وهي مؤلفة من 21 كليّة ويعمل بها 650 أستاذًا و4000 موظف ويبلغ عدد الطلبة بها 78,800 طالب، 23,000 طالب منهم في التعليم المفتوح ونحو 3,000 دراسات عليا. أمَّا بالنسبة للجامعات الخاصة، فإن الاستثمار في هذا القطاع كان حكرًا على الدولة حتى عام 2004 أيضًا، وبعد أن سمح للقطاع الخاص الاستثمار فيها تأسست في وادي النصارى قرب حمص جامعة الوادي الدولية الخاصة وجامعة الحواش الخاصة للصيدلة والتجميل وجامعة الأندلس للعلوم الطبية والتي تدير مستشفى تعليمي في حمص. وبالتعاون مع ألمانيا تأسست الجامعة السورية الألمانية الخاصة، وتبلغ كلفة الدراسة في الجامعات الخاصة بين 1500 إلى 3000 يورو سنويًا، وهو ما جعل الشرائح الأثرى من المجتمع السوري تتجه إليها.

### الصحة
تدير الحكومة السورية ثلاث مستشفيات كبيرة في المدينة، هم مشفى ابن الوليد والمشفى الوطني ومشفى الحارث إلى جانب وجود مشفى عسكري، كذلك تدير الحكومة عددًا من المستوصفات والمراكز الصحية وتقوم بتوزيع اللقاحات الطبية مجانًا في المراكز الصحية التي تديرها أو في المدارس، ويبلغ عدد المراكز الصحية في محافظة حمص 204 مركزًا صحيًا؛ تشمل مهام مديرية الصحة في حمص إدارة المشافي العامة في تدمر وتلكلخ والرستن والقريتين وقد بلغ عدد الخدمات الصحية التي قدمتها المشافي في حمص وريفها خلال عام 2009 7.2 مليون خدمة صحية. وإلى جانب المشافي الحكومية يوجد المشافي الخاصة التي سُمح بالاستثمار الخاص بها بدءًا من 2004 ويتزايد عددها باطراد في المدينة، وقد بلغ عددها 32 مشفى بطاقة استيعابية 1070 سرير.
كذلك تدير الجمعيات الخيرية عددًا من المستوصفات والمراكز الصحية الشبه مجانية، وأخذت العيادات التجميلية تشقّ طريقها إلى المدينة، كما تحوي على مركز لعلاج الأورام السرطانية.

## الثقافة

### الرياضة

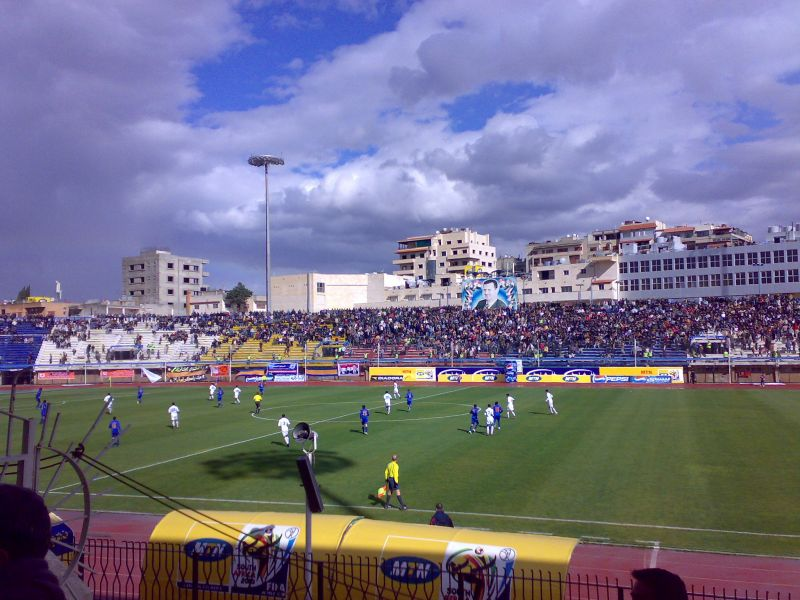
ملعب خالد بن الوليد عام 2009.

تعتبر كرة القدم الرياضة الأكثر شعبية في حمص، وتحوي المدينة أحد أقدم أندية كرة القدم في سوريا وهو نادي الكرامة الذي تأسس عام 1928، وله عدد من الألقاب الرياضية البارزة على مستوى الجمهورية والمستوى الإقليمي، حيث فاز بثمانية ألقاب البطولة في الدوري السوري ونال كأس الجمهورية السورية ثمانية مرّات أيضًا، كذلك فقد حقق الكرامة المركز الثاني في دوري أبطال آسيا عام 2006؛ النادي الرياضة الثاني هو نادي الوثبة والذي تأسس عام 1937. الملعب الوطني في حمص هو ملعب خالد بن الوليد والذي يتسع لحوالي 35,000 متفرج. كما أنتجت حمص عدد من الرياضين المعروفين من أمثال فراس الخطيب وجهاد الحسين. هناك أيضًا وبشعبية أقل، فرق وملاعب لكرة السلة وكرة اليد، وعدد آخر من الرياضات.

### السياحة
كسائر المدن السوريّة، تعتبر حمص من المدن السياحية وهي تشمل السياحة الداخلية التي يقوم بها السوريون أنفسهم، والسياحة الخارجية الوافدة من الدول المختلفة؛ وبحسب تقديرات وزارة السياحة السورية فإن عدد السيّاح الخارجيين سنويًا هو 500,000 سائح، لا تقصد فقط المدينة بل المواقع الأثرية والمنتجعات الواقعة في ريفها من أمثال قلعة الحصن وتدمر ووادي النصارى، وهو ما أدى إلى انتشار شركات ومكاتب السياحة داخل حمص والتي تؤمن الرحلات السياحية داخل وخارج المدينة، كما أدى إلى تأسيس عدد من الفنادق الراقية والهامة في سوريا ومنها فندق «سفير حمص» وفندق «فيلا تدمر» وفندق «غاردينيا روتانا» المؤلف من 24 طابق يتوزع منها 44 جناح و245 غرفة. وقد بلغ عدد المشاريع السياحية في حمص 66 مشروعًا بطاقة استيعابية 3629 سريرًا و21,000 كرسي، وبقيمة استثمارية وصلت إلى أكثر من 10 مليار ليرة سورية تقريبًا بين عامي 2005 و2011؛ وقد بلغت قيمة استثمارات الحكومة في القطاع السياحي ضمن محافظة حمص بحوالي 3 مليار ليرة سورية العام 2011 لتأتي حمص رابعًا بعد دمشق وريف دمشق واللاذقية، وينمو المعدل السياحي في سوريا بشكل متسارع إذ بلغت عائدات هذا القطاع العام 2000 حوالي 450 مليون ليرة وأصبحت بحلول العام 2009 حوالي مليار ليرة، ومن 1.7 مليون سائح عام 2000 إلى سبعة ملايين سائح عام 2010.

### المتاحف ودور الثقافة
المتحف الوطني في حمص يقع في وسط المدينة ضمن بناء أثري في حد ذاته يعود لحقبة الانتداب الفرنسي على سوريا؛ بُني المتحف على ثلاث مراحل فبني الطابق الأرضي عام 1922 ثم الطابق الأول عام 1949 وأخيرًا الطابق الثاني عام 1963. يضم المتحف مجموعة من القطع الأثرية المكتشفة في محافظة حمص والتي يرقى بعضها للعصر الحجري، كما يحوي لوحات من فسيفساء تمثل نهر العاصي وهيكل إله الشمس الذي اشتهرت المدينة بالتعبد له سابقاً، إضافة إلى نماذج من الأسلحة الفردية ومجموعة من الحلي البرونزية. كذلك يحوي المتحف على مدفن ملكي بكامل محتوياته قدمت قطع منها كهدية من الفراعنة في مصر إلى السلالة الحمصية المالكة فيها؛ يذكر في هذا الصدد أن حمص مثل روما تحوي تحت أرض على سراديب أغلبها مدافن محفورة في جوف الأرض، وقد ساهم اكتشافها ليس فقط بمعرفة طرق الحياة خلال القرون الأولى للميلاد في المدينة، بل إغناء المتحف أيضًا بقطع نادرة في الزجاج والتماثيل للإلهة فينوس وأدوات مختلفة من الذهب تستخدم في الدفن. تم عام 2002 تجديد المتحف وترميم آثاره وأعيد افتتاحه بعد ذلك عام 2005 ويبلغ مجموع القطع الأثرية فيه 4500 قطعة، وقد نقل عدد منها لأهميتها إلى المتحف الوطني بدمشق. أما المتحف الثاني مسمى «متحف الفولوكور الشعبي» وهو عبارة عن قصر (قصر الزهراوي) يعود إلى الحقبة المملوكية خلال حكم الظاهر بيبرس وتتبع له حديقة كبيرة تحوي مدفعًا وقذيفة ترقى للقرن الثالث عشر ونحت نافر لأسدين وهما رمز السلطان بيبرس.

### المطبخ

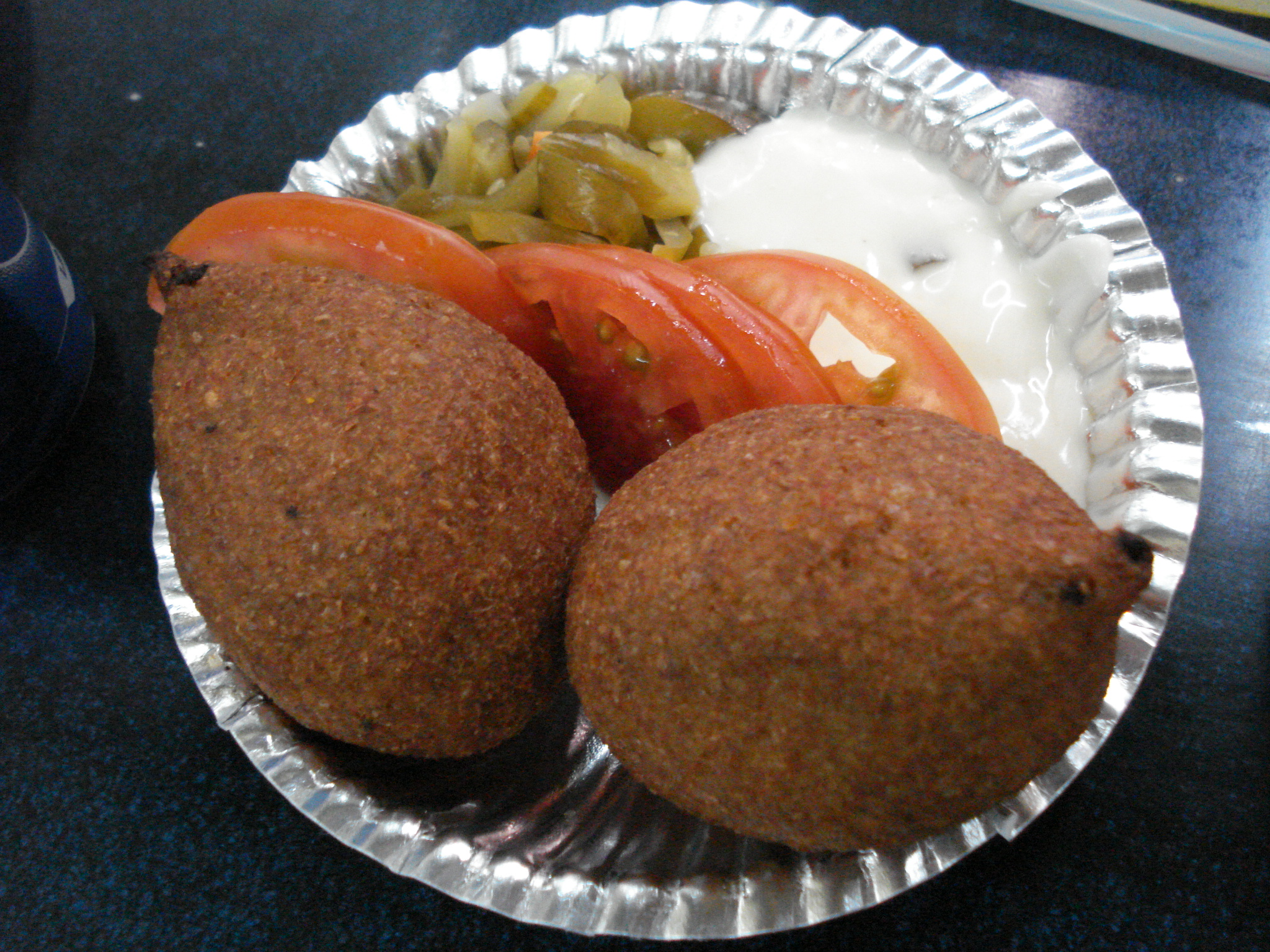
كبة مع مقبلاتها.

المطبخ الحمصي بشكل عام هو جزء من المطبخ السوري، وبشكل عام يتميز ببعض أنواع من المأكولات الخاصة مثل بابا غنوج المصنوع من الباذنجان الكبير المشوي والمهروس، الممزوج باللبن (بدل الطحينة في غير مناطق) والثوم، ويُسمّى في حمص «باطِرْشْ». وتعتبر الكبة إحدى أشهر الأطعمة التراثية في حمص وهي متنوعة بين الكبة المشوية والكبة الممدودة والكبة اللبنية وسواها، وجميعها تتألف من شريحة مدورة من البرغل محشية بلحم البقر، تقلى أو تشوى وتقدم مع السلطات ومختلف التوابل. هنا أيضًا محشي البطاطا، التي يحشى عادة باللحوم إلى جانب الصنوبر ودبس الرمان. هناك أيضًا البامية والبامية بزيت الزيتون التي تشتهر بها المدينة. وفي الحلويات تشتهر حمص بالمغطوطة التي تصنع من الخبز التنوري والحليب والسكر ويتم عمل هذه الأكلة في الصباح الباكر فقط.
يوجد في حمص مجموعة من المطاعم الفارهة، لعل أبرزها مطاعم فندق السفير ومطعم جوليا دومنا ومطعم بيت الآغا الذي يرقى للعصر المملوكي. هناك أيضًا المطاعم الشعبية التي تقدم المأكولات الشعبية مثل الفتة والفول، ومطاعم الوجبات السريعة التي تقدّم الوجبات السريعة العالمية إلى جانب الشاورما والدجاج المشوي. في حمص القديمة، جميع المطاعم تقع بالقرب من بعضها البعض قرب شارع شكري القوتلي. كما تقدّم أغلب المطاعم مع الأطعمة الأرجيلة.

### النكتة الحمصية
غالباً ما تُربط حمص في التراث الشعبي السوري بالنكت والدعابات، بحيث أنّ أغلب هذه الدعابات تطلق على «الحماصنة»، وبذلك فإن حمص لعبت دورًا مميزًا في حرب النكتة وإرساء الضحك الشعبي. من غير المعروف على وجه الدقة، متى بدأت هذه العادة في المجتمع السوري غير أنها عادة قديمة وربما تعود للعصر الأموي أو العباسي وارتبطت بأشكالها الأولى بالروايات الشعبيّة ذات الطابع الفكاهي، وبحسب ما قال الباحث الحمصي جورج كدر في كتابه «أدب النكتة: بحث في جذور تاريخ النكتة الحمصية»: فإنه عندما اجتاح تيمورلنك بلاد الشام كانت المدينة الوحيدة التي سلمت من أذاه هي حمص، لأن سكانها تظاهروا بالجنون في الشوارع، وعلقوا على رؤوسهم القباقيب، وأخذوا يقرعون على الصحون النحاسية، وأشاعوا أن مياه العاصي تصيب كل من يشربها بالجنون، وهذا ما جعل الجيش الذي يرافق تيمورلنك يمر مرورًا سريعًا في حمص، وقد حدث ذلك يوم الأربعاء فاعتبر هذا اليوم هو «عيد الحماصنة» وبعبارة أخرى: عيد الجنون الحمصي الذي تروى عنه النكات. وهنالك روايات تُشير إلى اشتهار حمص بالنكتة منذ زمن إمبراطورة روما الحمصيّة الأصل جوليا دومنا. وعمومًا فإن هذه الظاهرة منتشرة أيضًا في عدد من المناطق حول العالم، على سبيل المثال تكساس في الولايات المتحدة وسوسة في تونس.

## أعلام ومشاهير

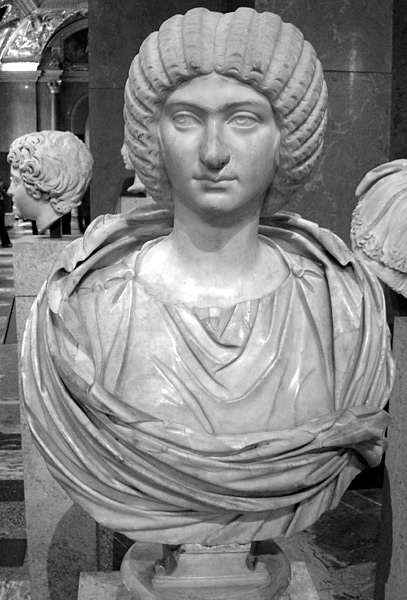
جوليا دومنا.

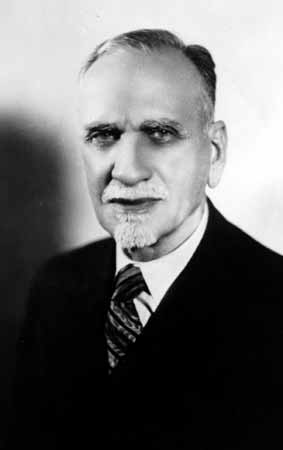
هاشم الأتاسي.

- أنكيتوس: بابا روما بين عامي 154 و166.
- جوليا دومنا: إمبراطورة الإمبراطورية الرومانية.
- ألكسندر سيفيروس: إمبراطور الإمبراطورية الرومانية.
- إليان الحمصي: قديس مسيحي من القرن الثالث.
- ديك الجن: شاعر من العصر العباسي.
- أمين الجندي: شاعر من أواخر القرن التاسع عشر، شارك في صناعة النهضة العربية الثقافية.
- هاشم الأتاسي: رئيس سوريا سابقًا لفترتين، وأبو الدستور السوري السابق.
- رياض الترك: شيوعي سوري، ويعتبر أحد أبرز مؤسسي المعارضة السورية.
- الطيب تيزيني: فيلسوف وكاتب سوري.
- فراس السواح: مؤرخ وكاتب في الميثولوجيا السوريّة والعالمية القديمة.
- برهان غليون: رئيس قسم الدراسات الشرقية في جامعة السوربون، ورئيس المجلس الوطني السوري المعارض.
- مالك الجندلي: موسيقار سوري، وحائز على جائزة أفصل عازف بيانو لعام 1997.
- عبد الباسط الساروت معارض سوري وأحد قادة المظاهرات في حمص ضد النظام وأحد أعلام الثورة السورية استشهد في 2019.
- عمر حكمت الخولي: شاعر ومخرج.
- عمر الفرا: شاعر شعبي.
- نصوح الحموي: فنان تشكيلي ونحّات.
- حسن بعيتي: شاعر حائز على جائزة أمير الشعراء.
- صبحي شعيب: فنان تشكيلي، وهنالك معرض فني باسمه في حمص.
- فرحان الصباغ: موسيقار.
- مصطفى السباعي: مؤسس حركة الإخوان المسلمين في سوريا.
- فوزي ميخائيل الزين: باحث لغوي وأول من أسس نظام التعليم عن بعد، وهناك مؤسسة باسمه بحمص.
- عبد القادر عزوز: فنان تشكيلي.

## مدن شقيقة
- - بيلو هوريزونتي. (عام 2001)[107]
- - قيصرية.[108]
- - يزد.[109]

## معرض الصور

حُمص
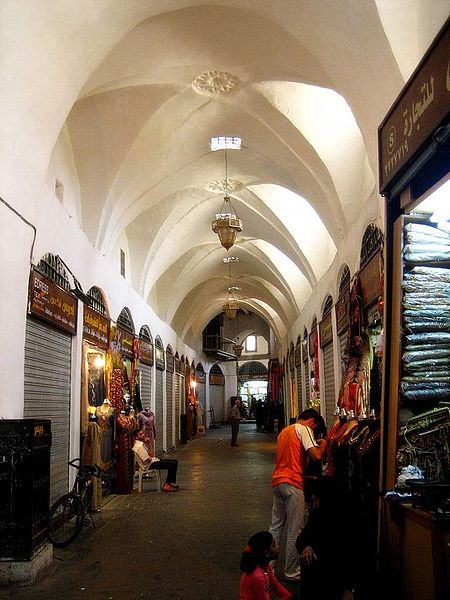
سوق الحرير
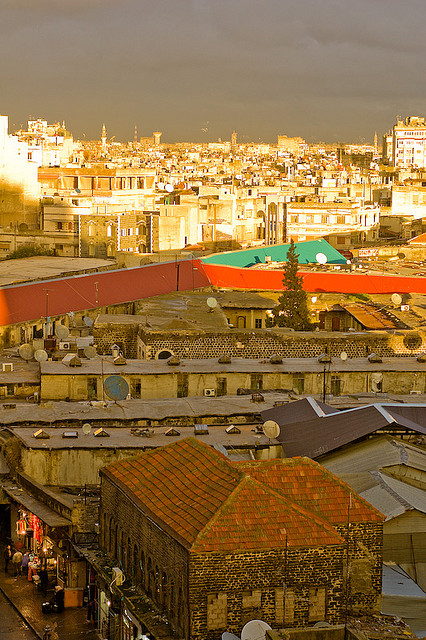
نظرة عامة
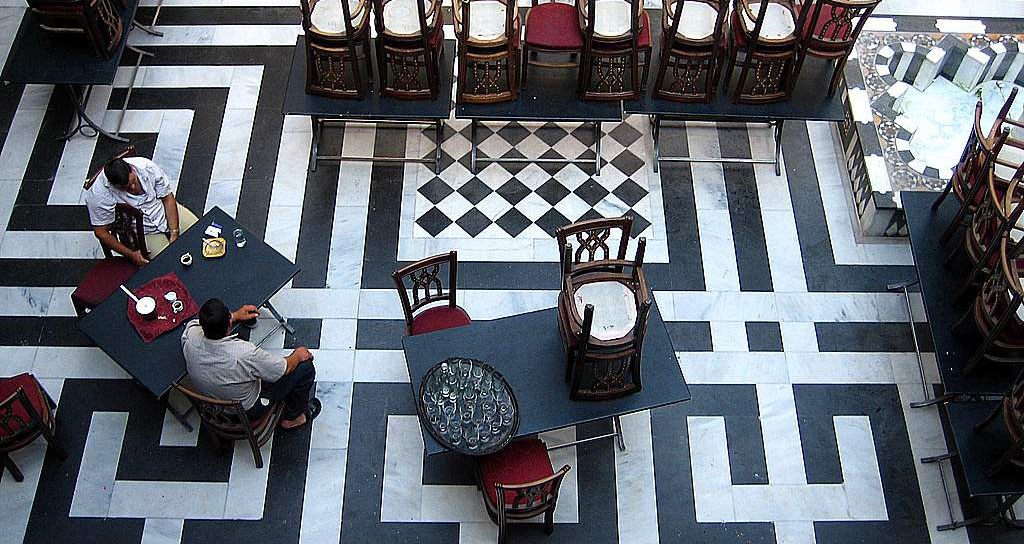
مطعم بيت الآغا
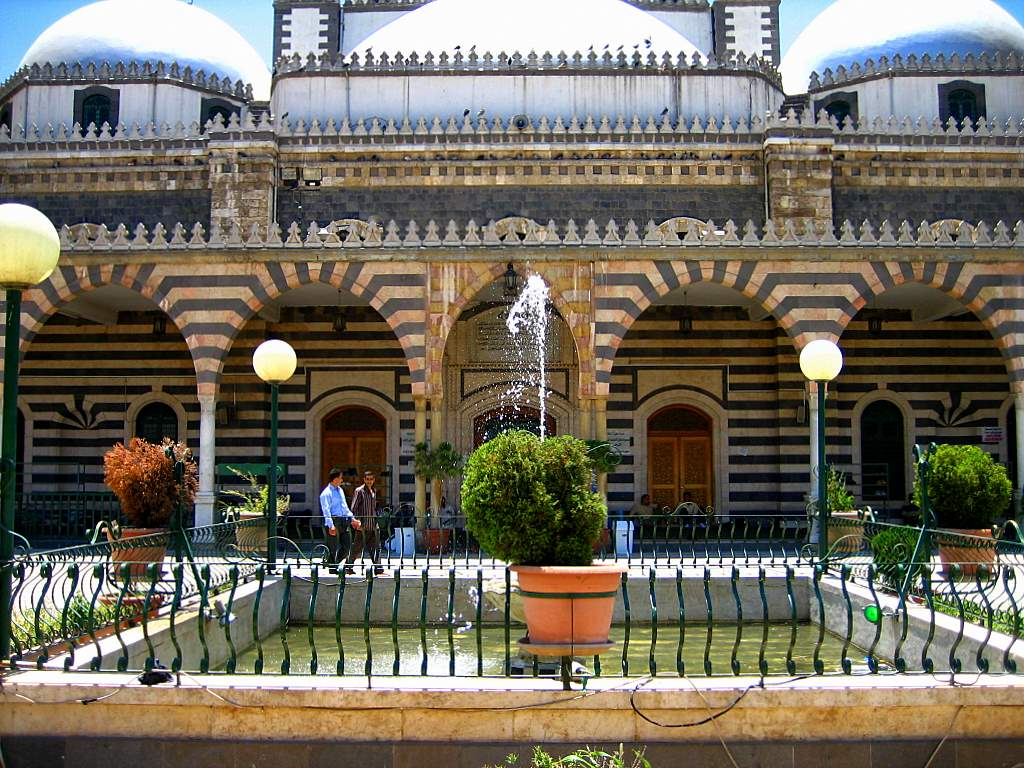
جامع خالد بن الوليد
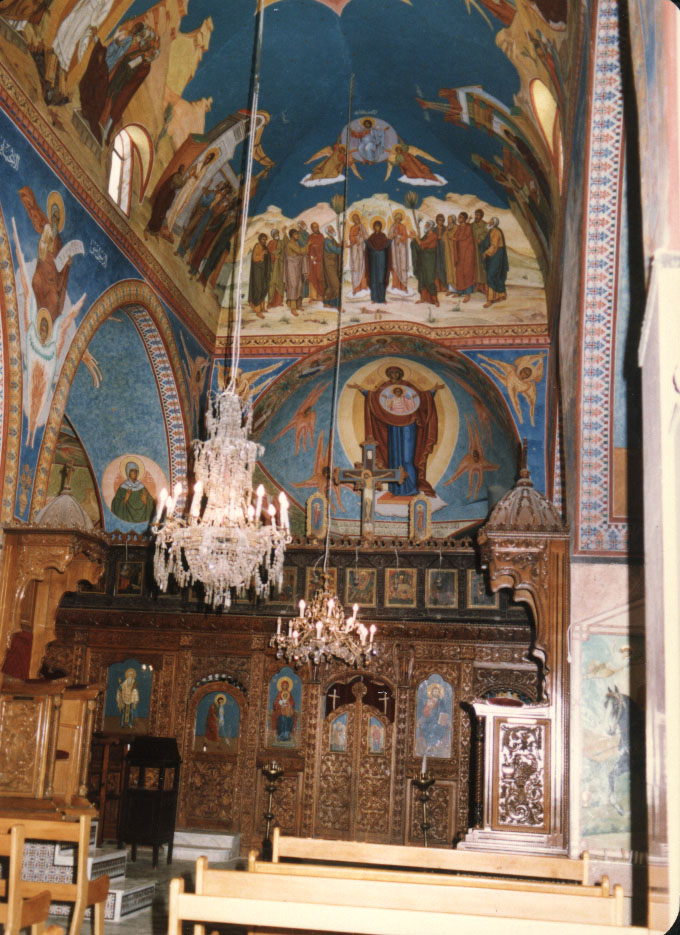
كنيسة مار إليان
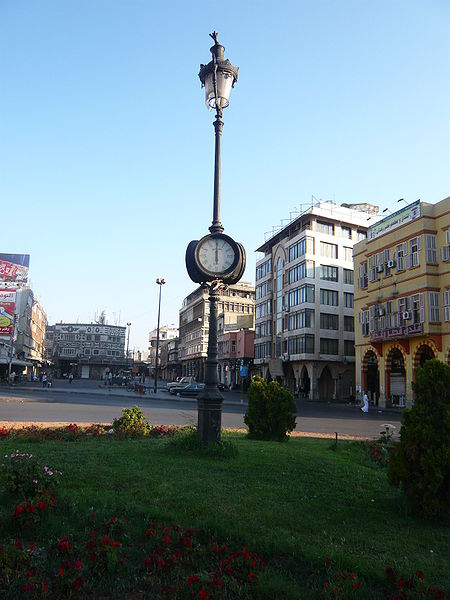
الساعة القديمة
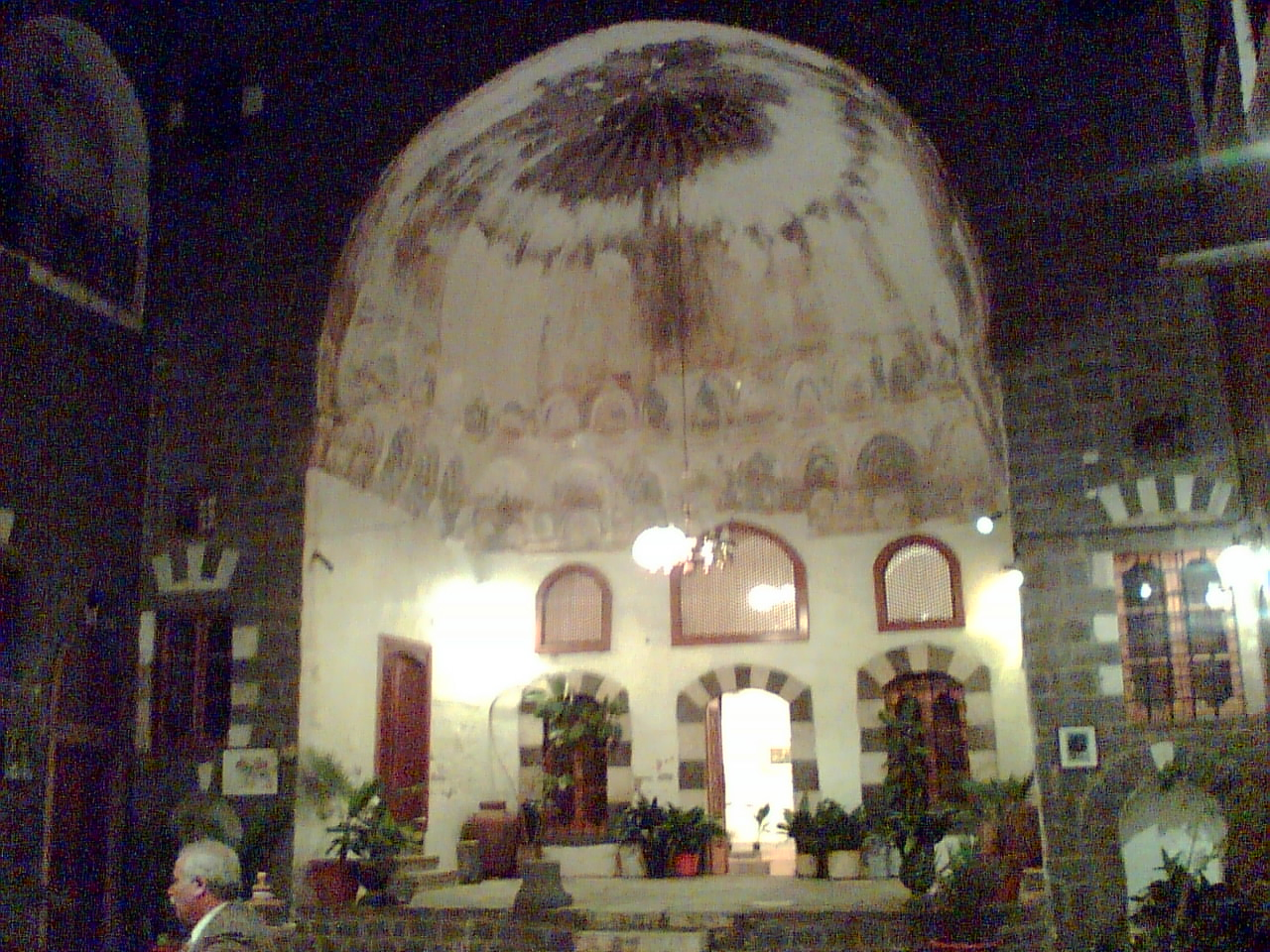
قصر الزهراوي
خريطة حمص القديمة
الساعة العتيقة

## وصلات خارجية
- موقع الاستعلام الإلكتروني للخدمات الحكومية.
- موقع مجلس مدينة حمص.
- موقع محافظة حمص.
- خريطة حمص ومعالمها.
- شبكة ومنتديات بوابة حمص.
- قصة مدينة حمص